# Marie Laurencin
Pour les articles homonymes, voir Laurencin.
Marie Laurencin, née le 31 octobre 1883 à Paris 10e et morte le 8 juin 1956 à Paris 7e, est une artiste-peintre figurative française, mais aussi une graveuse et une illustratrice, étroitement associée à la naissance de l'art moderne et de l'École de Paris. Décoratrice de ballets néoclassiques ambitionnant, à l'instar de son admirateur Max Jacob, une transgression des genres artistiques, elle a été également une épistolière à la fantaisie déconcertante et a composé des poèmes en vers libres, indissociables, dans le cours de son processus de création, de l'expression picturale des scènes fantasmatiques qu'elle représente.
Marie Laurencin a fait de son style, qualifié de « nymphisme », un dépassement tant du fauvisme que du cubisme. Aux côtés des grands artistes de l'époque, notamment Georges Braque, Pablo Picasso, André Derain et Henri Matisse, elle est l'une des pionnières du cubisme comme du dadaïsme. Son style très personnel, critiqué pour sa mièvrerie, répète dans des camaïeux pastels des motifs de princesses et de bêtes féeriques, de fleurs, et d'adolescentes androgynes à la pâleur irréelle.
Compagne pendant six années du poète Guillaume Apollinaire, Flap, comme la surnomme son premier amant Henri-Pierre Roché, épouse finalement, en 1914, le peintre allemand Otto de Waetjen, un pacifiste qui refuse de prendre les armes contre la France, ce qui lui vaut au déclenchement de la Première Guerre mondiale d'être déchue de sa nationalité, spoliée de tous ses biens et contrainte à l'exil, en Espagne. Divorcée, elle retrouve durant l'entre-deux-guerres sa position tout en continuant ses amours avec Nicole Groult, relation discrète mais non cachée qui aura duré une quarantaine d'années. Figure internationale, elle portraiture alors les personnages du Tout-Paris. Sous l'Occupation, elle continue cette vie mondaine et renoue avec ses amis allemands tout en aidant Max Jacob, son complice en ésotérisme, sans réussir toutefois à le faire libérer à temps du camp de Drancy. Elle y est internée à son tour à la Libération dans le cadre d'une procédure d'épuration, échappant de peu au sort des tondues, avant d'être exonérée de toute charge, et, au bout de neuf jours, recueillie par son amie Marguerite Donnadieu (alias Marguerite Duras).
Sa vie comme sa peinture ont suscité de nouveau l'intérêt depuis que le chanteur Joe Dassin l'a évoquée en 1975 dans son plus grand succès populaire, L'Été indien. Adulée au Japon, très peu exposée en France, il faut toutefois attendre 2011 pour qu'une biographie de Bertrand Meyer-Stabley explore sa part d'ombre et le printemps 2013 pour qu'une exposition parisienne la fasse redécouvrir au grand public.

## Biographie

### Jeunesse montmartroise (1883-1904)

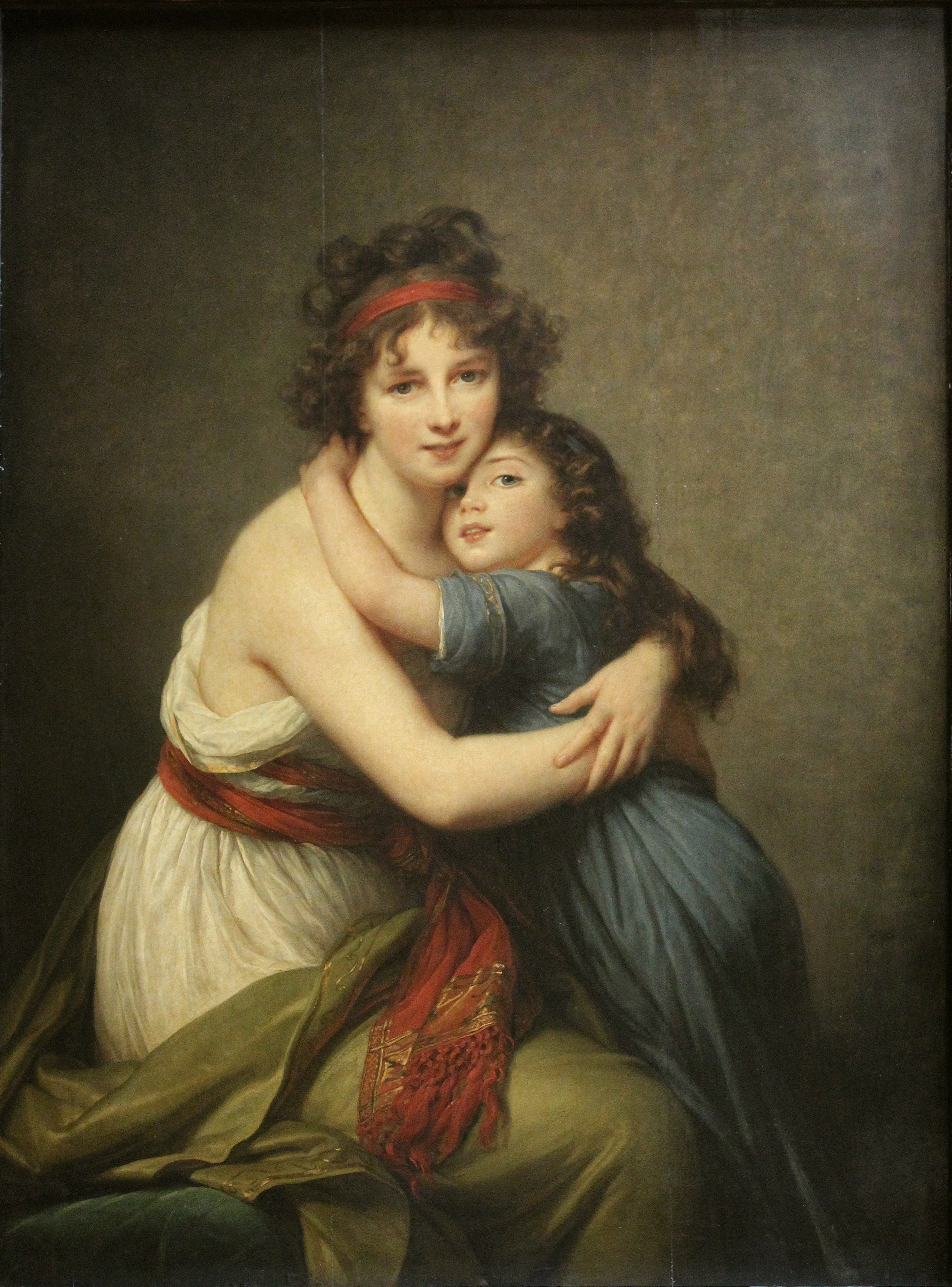
Madame Vigée-Lebrun et sa fille, autoportrait par Madame Vigée-Lebrun (1789, Paris, musée du Louvre). Dès l'âge de quinze ans, Marie Laurencin s'ouvre à l'art et croque inlassablement, avec une prédilection pour ce tableau bien qu'elle le juge représentatif d'un art trop sentimental.

#### Enfant naturel (1883-1900)
Marie Mélanie Laurencin, née en 1883 dans le 10e arrondissement de Paris, est la fille « naturelle non reconnue » du député de l'Union républicaine Alfred Toulet (1839-1905) et de Pauline Mélanie Laurencin, brodeuse née dans le Cotentin et installée à Paris depuis 1879. Elle grandit dans le 10e, au no 63 de la rue de Chabrol, puis, à partir de sa neuvième année, au no 51 du boulevard de la Chapelle. Son père rend régulièrement visite à Pauline (plus jeune que lui de 22 ans) et sa fille et assure les dépenses du ménage, mais Marie Laurencin reste dans l'ignorance de sa filiation.
Marie Laurencin suit une scolarité intermittente auprès de religieuses, puis au lycée Lamartine où elle découvre le musée du Louvre et la culture physique. Elle passe son baccalauréat en 1901.

#### École de Sèvres et Académie Humbert (1901-1904)
Contre le souhait de sa mère, qui désirait que Marie Laurencin devînt institutrice, cette dernière s'inscrit pour trois ans auprès de Pauline Lambert à l'école de Sèvres pour devenir peintre sur porcelaine. Dans cette optique, elle prend simultanément auprès d'Eugène Quignolot (1847-1921) des cours de dessin organisés le soir par la mairie des Batignolles où Louis Jouas-Poutrel lui fait découvrir la gravure. Elle prend aussi des leçons auprès de Madeleine Lemaire, peintre mondaine et femme indépendante qui, dans son hôtel du 31 de la rue de Monceau, lui apprend la technique de la brosse appliquée à la peinture florale. Elle dessine des motifs et des figures que sa mère reproduit sur des soieries avant de les broder.
À la rentrée 1902, elle s'inscrit en sus aux séances de l'après midi, ouvertes gratuitement aux femmes, de l'Académie Humbert, 34 boulevard de Clichy à Paris, où les cours sont supervisés de loin par Eugène Carrière. Elle y a pour condisciples Francis Picabia, ainsi que Georges Lepape et Georges Braque. Ces deux compagnons deviennent ses premiers admirateurs et l'encouragent à renoncer à l'artisanat, et à persévérer dans la voie artistique que sa mère désapprouve. Autoportraitiste, elle est déjà son propre sujet de prédilection.
À l'Académie Humbert, elle flirte avec Georges Braque sans que leur relation ne dépasse le stade de la complicité. C'est avec une autre élève, Yvonne Chastel, qu'elle a noué une affection amoureuse réciproque qui durera au long de la vie commune que cette dernière mènera successivement avec Jean-Joseph Crotti, durant les sept premières années de leur mariage, et, hors mariage, avec Marcel Duchamp. La dernière année de Marie Laurencin à l'école de Sèvres se clôt en juin 1904 par un quatrième projet d'assiette, peu convaincant en regard du travail attendu d'une simple ouvrière, mais très imaginatif. La lecture, faite alors en cachette, des Fleurs du mal, précisément du poème Lesbos,, la conduit à ses premières tentatives de poésie. Après une première collaboration avec Pierre Louÿs, elle dessine ce qui sera sa première aquatinte. Deux ans plus tard, l'apologiste du saphisme la fera graver pour une réédition de son recueil de poèmes, Chansons de Bilitis.

### Rencontre de l'avant-garde (1905-1913)

#### L'émancipation Roché-Picasso (1905-1907)
C'est à sa majorité, que la mère de Marie Laurencin lui révèle l'identité de son père, alors mourant.

Sept mois après le décès de ce dernier, en mars 1906, Georges Braque lui présente Pierre Roché, qui a réalisé à l'automne précédent la première vente importante de Pablo Picasso. Ce courtier, spécialisé dans l'« art féminin », devient son premier collectionneur (il acquerra cent quarante de ses œuvres) mais aussi son amant, bien qu'il la trompe rapidement avec Pansy Lamb, épouse du peintre anglais Henry Lamb. Il demeurera un correspondant régulier de Marie Laurencin, qu'il surnomme « Flap ». Appuyé par son commanditaire Jacques Doucet, il s'attache à la promotion de son œuvre. Il l'introduit dans le cercle de la revue symboliste Vers et prose fondée par Paul Fort que Jean Moréas, succédant à André Salmon, réunit tous les mardis à La Closerie des Lilas pour célébrer le vers libre mallarméen. Elle y fait connaissance de Pierre Mac Orlan et Roland Dorgelès.

« Ah! L'envie me démange

De te faire un ange,

De te faire un ange

En fourrageant ton sein,

Marie Laurencin,

Marie Laurencin ! »

— Max Jacob , Chansonnette galante, vers 1908.
En 1907, Clovis Sagot, qui a repéré Marie Laurencin trois ans plus tôt à l'Académie Humbert, lui offre une première exposition dans sa galerie parisienne, no 46 rue Laffitte. C'est là que Pablo Picasso la découvre. Il lui montre sa période bleue et sa période rose dont l'influence sera évidente sur ses études d'alors. Au Bateau-Lavoir et à la galerie Berthe Weill, il présente « Coco » à André Salmon, son voisin, André Derain, Robert Delaunay, Kees van Dongen, le Douanier Rousseau, qu'il fréquente depuis six ans, Max Jacob, blessé dans son affection par la légèreté de mœurs de l'ambitieuse, Maurice de Vlaminck, fervent admirateur, Charles Dullin et Harry Baur, qui se produisent dans les cafés de Montmartre. Au printemps, c'est sa première participation au Salon des indépendants. Encouragée par Paul Fort, elle y présente Fleurs dans un vase, aux côtés de ses collègues masculins auprès desquels elle se sent inadaptée.
Elle obtient la reconnaissance de ses pairs pour son traitement fauviste de la ligne noire et ses camaïeux orphiques de gris, de bleus et d'ocres. Sa première manière, dite cubiste alors que le cubisme se cherche encore, est à juste titre considérée comme la plus exigeante. Malgré le traitement méprisant réservé aux femmes artistes à cette époque, y compris dans les milieux les plus ouverts,, Laurencin participe pleinement à une période hautement fertile de la modernité.

#### Vivre la bohème Apollinaire

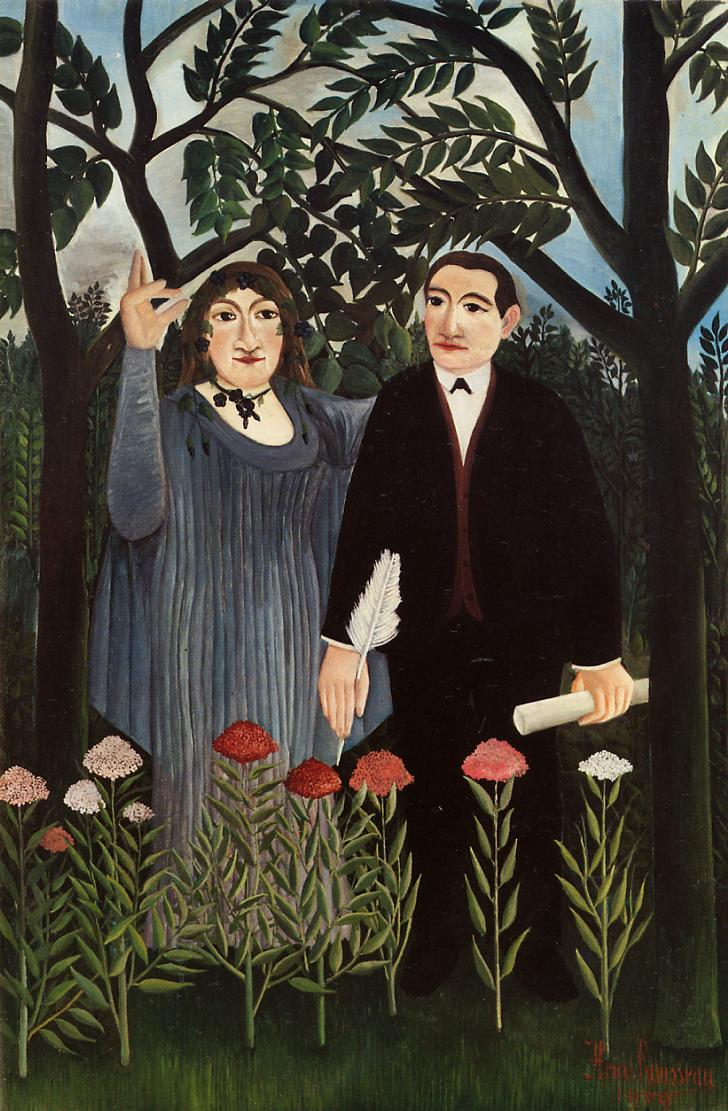
La Muse inspirant le poète. Le couple Laurencin-Apollinaire peint par le Douanier Rousseau en 1909 (2e version aux œillets, musée de Bâle). Le peintre justifia son dessin caricatural : il fallait une grosse muse pour un grand poète.

Au début du printemps 1907, Marie Laurencin quitte Pierre Roché pour Franz Hessel. À travers « Jules », pas plus qu'avec aucun de ses amants futurs, elle ne se défait d'une frigidité qu'elle ne cachera pas. En mai, Pablo Picasso lui présente Guillaume Apollinaire. C'est avec Apollinaire, autre enfant naturel, qu'en juillet 1907 Marie Laurencin se met en faux ménage, chacun continuant de vivre chez sa mère. L'animosité s'installe durablement entre Fernande Olivier, alors compagne de Picasso, et Marie Laurencin. Au moment de leur rencontre, directeur failli des Soirées de Paris, une revue que subventionne la baronne Oettingen, Apollinaire est un aspirant écrivain tout à fait obscur qui vit, à vingt-sept ans, plus aux crochets de sa mère que de petits emplois temporaires. C'est par Marie Laurencin qu'il entretient sa passion d'un art transgressif, maintient ses relations avec Picasso et le milieu où il trouve des financements pour L'Enchanteur pourrissant puis Le Bestiaire, dans lequel se retrouve l'univers de sa compagne, et finalement ose publier aussi bien une littérature pornographique que L'Hérésiarque et cie., retenu pour le prix Goncourt en 1910. Marie Laurencin lui inspirera de nombreux poèmes, dont Marie, où il la compare sentimentalement à un mouton à cause de sa chevelure, et Le Pont Mirabeau où il évoque l'infidélité du désir et l'inéluctable séparation.
À la fin de l'année, Marie met en scène son couple ainsi que celui de Picasso et Olivier dans son premier grand tableau, Groupe d'artistes, où figure également Fricka, la chienne de Picasso. Hommage au Douanier Rousseau et manifeste de la nouvelle l'avant-garde, cette œuvre, en donnant la même valeur aux accessoires et aux personnages, inaugure une inquiétante étrangeté surréaliste.
La mère de Guillaume Apollinaire, tout comme Pauline Laurencin, désapprouve le couple et empêche leur mariage. Aussi, les Laurencin ayant déménagé quelques mois plus tard pour s'installer à Passy, 32 rue La Fontaine, « Wilhelm » quitte en octobre 1909, sa garçonnière du 9 rue Léonie pour s'installer dans leur voisinage, 15 rue Gros. En janvier 1910, à cause des inondations de la grande crue, il déménagera au no 37.

#### «La Dame cubiste» (1908-1910)
« Hier, c'est ce chapeau fané

Que j'ai longtemps traîné.

Hier, c'est une pauvre robe

Qui n'est plus à la mode.

Hier, c'était le plus beau couvent,

Si vide maintenant,

Et la rose mélancolie

Des cours de jeune fille.

Hier, c'est mon cœur mal donné.

Une autre, une autre année !

Hier n'est plus ce soir qu'une ombre

Près de moi dans ma chambre. »

— Marie Laurencin sous le pseudonyme Louise Lalanne.
En novembre 1908, Marie Laurencin assiste au banquet donné au Bateau-Lavoir en l'honneur du Douanier Rousseau. Gertrude Stein y participe également et lui achète Groupe d'artistes, le tableau peint en 1907. C'est la première vente de Marie Laurencin Mais la collectionneuse américaine jugera sa peinture insuffisamment moderniste, trop « décorative ». En effet, dès 1908 avec le portrait de Jean Royère, Marie Laurencin inclut dans ses tableaux des motifs de treille ou d'arabesque évoquant l'Art nouveau.
En 1909, Eugène Montfort publie dans la rubrique sur les « auteurs féminins » de sa revue littéraire deux poèmes de jeunesse de Marie Laurencin, Le Présent et Hier, c'est ce chapeau fané. Ils seront mis en musique en 1931 par Francis Poulenc. La rubrique est tenue par Apollinaire sous le pseudonyme de Louise Lalanne et c'est sous ce pseudonyme que les poèmes paraissent. L'exégèse ne permet pas d'exclure qu'aucune des critiques publiées sous ce nom ne soient, à l'exemple de ces poèmes, de Marie Laurencin ni de mesurer l'incidence exacte du travail de relecture effectué par celle-ci. Tandis qu'Apollinaire prend peu à peu le rôle de promoteur en titre du cubisme, Marie Laurencin étudie cette technique dans l'atelier que Picasso, devenu riche, a aménagé dans un grand appartement bourgeois de la place de Clichy, 11 boulevard de Clichy.
Pierre Roché la présente à Wilhelm Uhde, au critique Jos Hessel qui séjourne à Paris, à des marchands, tel Paul Cassirer, et à des collectionneurs, dont le couturier Paul Poiret. Ce dernier est peut-être celui qui l'introduit dans le cercle, mondain et libertin, des écrivains de la génération précédente que réunit Natalie Barney, cercle où elle retrouve Pierre Louÿs. À partir de 1911, tandis que son couple s'effrite, Marie commence une longue relation avec Nicole Groult, sœur du couturier.
Sa liaison avec Apollinaire, marquée par les excès d'alcool et la violence du poète dure jusqu'en juin 1912 mais vacille dès l'inculpation de celui-ci pour complicité de recel, en septembre 1911. Expulsé de son logement à la sortie de ses cinq jours de prison, elle et sa mère doivent l'héberger. Elle fait pour lui une version évoluée de Groupe d'artistes intitulée Apollinaire et ses amis, l'une de ses toiles majeures, qu'il conservera chez lui après leur rupture.

#### Une reconnaissance fulgurante entre fauvisme et cubisme (1911-1913)
En 1911, Wilhelm Uhde lui organise une seconde exposition au cours de laquelle l'aquarelle, Les Jeunes Filles est vendue 4 000 francs à Rolf de Maré. Cette vente record fait reconnaître aussitôt « la nymphe d'Auteuil » dans Tout-Paris et par ricochets en Allemagne. Pierre Roché fait acheter par Jacques Doucet deux de ses toiles et lui présente aussi des hommes, Hanns Heinz Ewers, dont elle fait le portrait et qu'elle prend pour amant durant des vacances en Provence à l'été 1911, Thankmar von Münchhausen, qui, pour fêter ses dix-huit ans, prend la place du précédent à l'été suivant passé à la station de Dinard, Otto von Wätjen, cousin de Thankmar, auquel il succède en 1913, année où, le 11 mai 1913, Pauline Laurencin meurt à 52 ans, dans « une brume de folie et de désespoir ». C'est alors que Marie rompt définitivement avec Guillaume Apollinaire, qui a le vin « trop mauvais ». Celui-ci avait déjà déménagé dans l'atelier de Robert Delaunay, 3 rue des Grands Augustins, en novembre de l'année précédente, parce qu'elle « en avait assez de tremper la soupe de Guillaume ».
Cette rupture est concomitante de son émancipation du cubisme qu'elle a vu naître. Sans cesser d'admirer ce mouvement, elle se sent dépassée par les constructions d'un Maurice Princet. Ignorant les reproches de mièvrerie féminine de la critique, elle choisit d'approfondir son style propre. À la galerie Barbazanges, elle rencontre une nouvelle passade, le graveur, Jean Émile Laboureur, qui lui restera attaché et réalisera la plupart de ses cuivres. Celui-ci vient d'ouvrir une école où elle s'initie à la gravure. Marie Laurencin apprend également l'escrime à la salle de l'avenue d'Antin auprès d'André Dunoyer de Segonzac et de Paul Poiret.
C'est également en 1913 que Pierre Roché l'inscrit simultanément à Paris au catalogue de Paul Rosenberg, qui l'avait déjà exposée à la suite de Wilhelm Uhde, et à celui d'Alfred Flechtheim, qui ne lui achète initialement que trois cents francs La Toilette des jeunes filles. Le contrat négocié avec cet héritier d'un propriétaire de grands silos à grain, qui a sa galerie à Düsseldorf, fait la fortune de la jeune femme. Valorisés par une présentation aux côtés des tableaux de Picasso ou de Braque, les peintres jugés de second rang sont en effet revendus en Allemagne avec une surcote, qui atteindra après guerre jusqu'à trois fois le prix parisien. Marie Laurencin est exposée avec les expressionnistes au Sturm par Herwarth Walden, qui publie parallèlement les poèmes de Guillaume Apollinaire. Sept de ses toiles le sont à l'Armory Show où triomphe, par le scandale, Marcel Duchamp. Sergueï Chtchoukine lui achète deux toiles montrées au Valet de Carreau.
Guillaume Apollinaire la choisit pour illustrer le numéro de décembre 1913 des Soirées de Paris, revue mondaine dont Serge Férat a confié la direction au poète.
Arthur Cravan la prend pour cible de ses moqueries dans un article provocateur resté célèbre pour sa virulence envers les artistes en général.

### L'exil de Tristouse Ballerinette (1914-1920)

#### Madrid puis Malaga (août 1914 - mars 1916)
« Va-t'en va-t'en mon arc-en-ciel
Allez-vous-en couleurs charmantes
Cet exil t'est essentiel
Infante aux écharpes changeantes
[...] »

— Guillaume Apollinaire,
La Grâce exilée,
in Le Médaillon retrouvé, 1915.
Après une seconde aventure avec Pierre Roché, Marie Laurencin épouse le 21 juin 1914 le baron Otto von Wätjen, dont elle a fait connaissance un an plus tôt dans le milieu artistique de Montparnasse, entre Le Dôme et La Rotonde. Par son mariage, elle devient allemande et baronne, bénéficiaire d'une rente annuelle de 40 000 marks. Le couple est surpris par la déclaration de guerre durant son voyage de noces à Hossegor. Poursuivant en Espagne leur lune de miel contrariée, les époux ne peuvent rentrer à Paris, à cause de leur nationalité. Otto, qui ne veut pas avoir à prendre les armes contre la France, refuse de retourner en Allemagne. Marie Laurencin, comme tout citoyen franco-allemand, est déchue de sa nationalité française.
Marie et Otto von Wätjen improvisent un séjour à Madrid, à l'hôtel Sevilla, avenue Albares. Durant cet exil, Otto sombre dans l'alcoolisme, renonce à l'art, trompe Marie, et devient violent. Marie poursuit par ailleurs sa correspondance avec Apollinaire, qui la surnomme « Tristouse Ballerinette », mais aussi Pierre Roché, Jean Émile Laboureur, Louise Faure-Favier, Yvonne Crotti, et surtout Nicole Groult.
La marquise Cecilia de Madrazo introduit les Wätjen dans le monde madrilène. Ils y retrouvent, en novembre 1914, Diego Rivera, autour duquel se réunit au café de Pombo (es) la tertulia de Ramon Gomez de la Serna. Le cercle se renforce d'exilés au fur et à mesure de leurs arrivées : Alfonso Reyes et Jesus Acevado, puis Tsugouharu Foujita et Kawashima Rüchiro, Jacques Lipchitz et Marie Blanchard, enfin Sonia et Robert Delaunay. Le conformisme ambiant étouffe ceux que la presse locale qualifie d'« anarchistes » et le marché de l'art est plombé par le gel des transferts de fonds.
Au printemps 1915, le couple s'installe à Malaga dans la villa Carmen, avenue de la Rosaleda, puis à la villa Bella Vista, avenue Jorge de Silvela. Marie Laurencin y trouve consolation dans les bras de son amant des vacances 1911, Hanns Heinz Ewers, de passage en service commandé. Trois ans plus tôt, à la suite de leur première aventure, ce globe trotter, qu'Apollinaire jaloux dénigre sous le nom de Fopouet, lui dédiait une pièce, La Prodigieuse de Berlin. La pièce est signée « le mouton carnivore », expression inventée par elle évoquant un souvenir d'écolière à l'esprit de contradiction.
Guillaume Apollinaire, depuis les tranchées, lui fait demander d'illustrer un recueil intitulé Le Médaillon toujours fermé dans lequel figurent sept poèmes qui sont autant de références à sa peinture et leurs amours, dont le célèbre Adieu du cavalier.

#### Barcelone Dada (avril 1916 - février 1918)
« Plus qu'ennuyée

Triste.

Plus que triste

Malheureuse.

Plus que malheureuse

Souffrante.

Plus que souffrante

Abandonnée.

Plus qu'abandonnée

Seule au monde.

Plus que seule au monde

Exilée.

Plus qu'exilée

Morte.

Plus que morte

Oubliée. »

— Marie Laurencin, Le Calmant, in 391, n°4, Barcelone, 1917.
En avril 1916, le couple rejoint Barcelone, où Josep Dalmau l’accueille dans le groupe Dada. Dès juillet, il est rejoint par Gabriële Buffet et le mari de celle-ci, Francis Picabia. Pour le mois d'août, Nicole Groult vient de Paris, malgré une impécuniosité et un isolement causés par la guerre, faire du tourisme avec sa tendre amie pendant que son mari André Groult, complaisant, est au front.
Sous l'impulsion de Marie Laurencin, Francis Picabia et Arthur Cravan lancent en janvier 1917 la revue dada 391 ; elle y publie deux poèmes. Arrivent Moïse Kisling puis les époux Delaunay. En juillet, Gertrude Stein et sa compagne Alice B. Toklas, la rayonniste Nathalie Gontcharova et son mari Michel Larionov, ainsi que Pablo Picasso, assistent au Liceu de Barcelone à la représentation de Parade mais ce dernier ne parle plus à Marie Laurencin, qu'il considère comme un déserteur de l'art depuis la rupture d'avec Guillaume Apollinaire. De plus, sa fréquentation pourrait faire soupçonner de « germanophilie ». Cette même année 1917, son fidèle ami Pierre Roché, en mission diplomatique à New York, vend à l'avocat John Quinn, qui a été à l'origine de l'Armory Show, le Zèbre pour une fortune, cinq mille francs.

#### Un atelier à Madrid (mars 1918 - octobre 1919)
Au début de mars 1918, le couple répond à l'invitation d'être logé à Madrid en face du Prado dans une maison de Cécile de Madrazo. Marie Laurencin se partage entre cette figure à la fois mondaine et discrète de la haute bourgeoisie anoblie, qu'elle retrouve de l'autre côté du parc du musée dans son palais de la rue des Madrazo, et une consœur anglaise, Nelly Harvey (1877 - 1961).
La première lui inspire trois tableaux. Elle peint peu, sinon pour elle-même (quatre commandes en cinq ans livrées à Léonce Rosenberg) mais étudie longuement au musée du Prado, Velasquez, le Gréco et Goya, qu'elle reconnaîtra pour unique modèle. Elle continue d'écrire des poèmes empreints d'une mélancolie insistante, qu'elle publiera avec ses souvenirs au cours de la guerre suivante.
C'est dans cette maison, où elle a pu aménager un atelier, qu'elle apprend que le 9 novembre 1918 Guillaume Apollinaire a expiré chez lui, sous le tableau qu'elle avait peint en 1911 pour lui, Apollinaire et ses amis, tableau que deux ans et demi plus tôt ces mêmes amis avaient accroché au-dessus de son lit d'hôpital, au Val de Grâce. « Femme de boche », elle n'est pas autorisée à revenir en France après guerre, dans l'attente des décrets d'application des traités de paix. Son appartement de la rue La Fontaine, mis sous séquestre au début de la guerre, a été vendu par l’État.

#### L'Allemagne spartakiste (décembre 1919 - mars 1921)
Fin novembre 1919, au terme d'un mois de voyage de Gènes à Bâle, via Milan et Zurich, au cours duquel elle aura fait la connaissance d'Alexandre Archipenko et Rainer Maria Rilke, Marie Laurencin séjourne à Düsseldorf chez la mère de son mari, Clara Vautier. Sa belle-famille, qui ne lui montre aucune sympathie, est ruinée par les grèves commencées au lendemain de l'armistice et suivies par le soulèvement de la Ruhr. À Paris, la paix revenue, Pierre Roché a repris son activité promotionnelle et vend un de ses tableaux à André Gide.
En décembre, elle rencontre au musée d'art de Düsseldorf Max Ernst pour lequel elle s'efforcera en vain d'obtenir un visa. Pour célébrer son destin ainsi contrarié, il fait de celle qui aurait pu devenir, après avoir été qualifiée de « Notre Dame du cubisme », la « Dame Dada », une sorte de portrait en métronome monté sur un char intitulé Adieu mon beau pays de Marie Laurencin pour servir de couverture à la revue de Tristan Tzara, Dadaglobe, revue qui finalement ne paraîtra jamais.
Afin de faire avancer le règlement de sa propre situation, elle passe le mois d'avril 1920 à Paris, où elle est hébergée par les Groult. Le 15, Georges Auric l'introduit auprès du jeune diplomate Paul Morand, qui était son voisin à Madrid en 1918, pour entreprendre les démarches qui lui redonneront la nationalité française, moyennant l'entregent du secrétaire d'ambassade Jean Giraudoux, lequel, durant la guerre, lui expédiait de la toile.
Son couple totalement désuni part à Munich, d'où elle repart pour de multiples voyages avec son amant d'avant guerre, Thankmar de Münchhausen, puis avec Yvonne Chastel, revenue de Buenos Aires, et avec les Fernet. C'est alors qu'elle vend, toujours par l'intermédiaire de Pierre Roché, au millionnaire new-yorkais John Quinn, six autres de ses œuvres, dont La Femme cheval et Princesse P…, autoportrait où P la désigne comme une aristocrate putain, grâce à quoi elle peut faire prononcer son divorce le 25 juillet 1921 en renonçant à toute pension. Elle prendra l'initiative entre les deux guerres de contacter son ex mari revenu à Paris, le sachant tombé dans la misère, et de le secourir financièrement, comme elle fera, surmontant l'ingratitude, pour Fernande Olivier.

### Les Années folles et l'Art déco (1921-1929)

#### Nymphisme et mondanité (1921-1923)
« Entre les fauves et les cubistes

Prise au piège, petite biche.

Une pelouse, des anémies

Pâlissent le nez des amies.

France, fille nombreuse,

Clara d'Ellebeuse,

Sophie Fichini.

Bientôt la guerre sera finie

Pour que se cabre un doux bétail,

Aux volets de ton éventail.

Vive la France ! »

— Jean Cocteau sur une musique de Georges Auric.
À trente huit ans, financièrement autonome, « Mademoiselle Marie Laurencin » retrouve le 15 avril 1921 définitivement Paris, où en huit ans elle changera trois fois d'adresse. Elle passera en 1923 d'un deux pièces, loué par Jean Émile Laboureur et décoré par André Groult, au cinquième étage du 19 rue de Penthièvre, à un trois pièces en duplex de la rue José-Maria-de-Heredia, puis en 1927, rue de Vaugirard, à Montparnasse. Elle y entame, avec détermination et indépendance, une brillante carrière de « femme-peintre » divorcée. Elle abandonne son marchand Paul Guillaume et renouvelle un contrat avec Paul Rosenberg. Intéressé à cinquante pour cent par Franz Hessel, Paul Rosenberg ne prend de commission que sur les huiles, laissant à son mandataire le plein bénéfice de vendre ses autres œuvres, gravures, aquarelles, dessins, y compris les portraits. Il veille à la présenter aux côtés de Picasso, Braque, Léger, Matisse, et multiplie les commandes. L'exposition que le galeriste organise dès le 4 mars 1921 est un événement mondain attendu et médiatique. Jean Cocteau présentait déjà en 1918 Marie Laurencin comme la promesse patriotique du triomphe du « bon ton ». Cependant, Marie Laurencin veille à ne pas être récupérée par les mouvements de propagande que multiplient les intellectuels, attitude qui pose déjà la question de la responsabilité de l'artiste.
Elle affiche sa relation homosexuelle avec Nicole Groult[réf. nécessaire], qui l'a choisie pour être la marraine de sa fille aînée. L'écrivain espagnol Ramón qualifie cette relation, en tant qu'acte artistique, de « nymphisme ».
Au printemps 1922, Marie Laurencin est hospitalisée pour un cancer de l'estomac. Lors de la chirurgie, elle subit également une hystérectomie. Pour sa convalescence, elle est accueillie par son ex mari dans le manoir familial des Waetjen à Altenrode (de). En septembre, elle y rencontre le pianiste Carl Friedberg (de) et sa femme, la cantatrice Gerda Friedberg. Elle est toujours liée par contrat, pour le marché allemand, à la galerie Flechteim, qui a désormais des succursales à Cologne, Francfort, Vienne et Berlin.
René Gimpel lui présente durant cette période son neveu, le marchand d'art Armand Lowengard, qui restera un ami proche veillant sur ses affaires jusqu'en 1939. C'est pour son « Pyrame » qu'en 1925 elle achètera une maison de campagne à Champrosay.

#### Décoratrice, illustratrice, portraitiste
En 1923, convalescente, Marie Laurencin crée des papiers peints pour André Groult, qui vit à l'ombre du succès de la maison de couture de son épouse. À la mi-décembre, accompagnée de Jean Giraudoux et de Gaston Gallimard, elle retrouve Pablo Picasso à l'enterrement de Raymond Radiguet.
Portraitiste mondaine du Tout-Paris des Années folles dont elle peint les portraits, Marie Laurencin mène une vie de luxe et de mondanités. Si le portrait est pour elle un expédient lucratif et pour ses modèles un article de mode, elle ne fait pas de cet exercice imposé l'éloge d'une position sociale, masculine ou féminine, qu'il était à l'époque classique. Bien au contraire, allant jusqu'à traiter de « poires » ses clients et néanmoins amis, elle en peint moins l'illusion sociale et l'apparence physique qu'un masque tel que ceux qu'ils se plaisent à jouer dans leurs bals mondains, prolongeant dans le tableau quelque chose de ce que cache la fête, au point qu'il arrive qu'on s'y déguise en personnage de Laurencin.
Dans une recherche moderniste d'un dépassement de la peinture pour la peinture, elle se détache volontairement de la communauté des peintres à mesure qu'elle noue des liens plus profonds et féconds avec nombre de poètes et écrivains dont elle se fait l'illustratrice : André Gide, Paul Morand, Jacques de Lacretelle, Max Jacob, Saint-John Perse, soupirant écarté pour s'être déclaré le 31 décembre 1924 en lui offrant un crâne de cheval, Marcel Jouhandeau, son protégé, Jean Cocteau et Raymond Radiguet, Jean Paulhan, René Crevel, Valery Larbaud, Albert Flament, ou simplement l'amie plus ou moins proche: Jean Giraudoux, Julien Green, Léon Bailby, Francis Jammes, Antoine de Morceuf, Philip de László, Reynaldo Hahn, Marcelle Auclair et Jean Prévost, James Joyce, tous trois présentés par Adrienne Monnier et Sylvia Beach, entre autres. Elle illustrera 80 éditions, parmi lesquelles certaines de Somerset Maugham, voisin de vacances à Biot, et Lewis Carroll.
Cependant, dans la même démarche moderniste cherchant à conjuguer la peinture à la musique et la danse, elle travaille également comme conceptrice de rideaux de scènes, décors et costumes pour les Ballets russes, Les Soirées de Paris d'Étienne de Beaumont, l'Opéra-comique, la Comédie-Française. À la saison 1924, le ballet Les Biches, directement inspiré à Francis Poulenc par l'érotisme de son univers poétique et en grande partie élaboré par Bronislava Nijinska autour de sa proposition de décor, est reçu comme un manifeste de la modernité.

#### Entrer dans le tableau parisien (1924-1929)
C'est en 1924 que Marie Laurencin inaugure avec Alexandra Exter une collaboration à l'atelier libre qu'ouvre Fernand Léger à la maison d'Amédée Ozenfant. Cet atelier, qui accueille des artistes du monde entier, devient le laboratoire du purisme et une école de l'art moderne.
En 1925, son travail au côté d'André Groult pour la décoration du salon de l'Ambassadrice organisé dans le cadre de l'Exposition des arts décoratifs de Paris est reçu comme « l'idéal du goût français ». Alfred Flechtheim lui consacre une rétrospective dans sa galerie de Berlin. L'inspiration laurencine se traduit alors par une peinture à la facture délicate nourrie d'une palette plus « fluide et suave », selon une simplification croissante de la composition et des formes typique d'un certain retour vers le classicisme de l'Art déco. Privilégiant la pose gracieuse de ses modèles, elle les pare selon sa fantaisie de plumes ou de perles.
Marcel Jouhandeau publie en 1928 sa biographie, qu'elle illustre. En 1928, elle achète un appartement dans le prestigieux quartier du Champ de Mars, au dernier étage du 1 rue Savorgnan-de-Brazza, et s'y fixe le 2 juin 1929.

### Gloire et infamie (1930-1944)

#### L'apothéose des années Trente
À la suite de la Grande Dépression, les acheteurs se font plus rares. En 1930, la peintre Marie-Anne Camax-Zoegger, désireuse de se démarquer du salon des Femmes peintres et sculpteurs organisé par le Syndicat des Femmes Peintres et Sculpteurs, dont elle est pourtant la présidente depuis deux ans, la persuade, avec l'aide de Clémentine-Hélène Dufau, de participer au nouveau salon des Femmes Artistes Modernes qu'elle inaugure au début de l'année suivante au Théâtre Pigalle. Sa participation à ce salon annuel, peu suivi par la critique masculine, mais soutenu par l'Etat et les autorités artistiques de l'époque, entraîne celles de nombreuses autres artistes, au rang desquelles Suzanne Valadon, Irène Lagut, Hélène Perdriat, et Tamara de Lempicka. Beaucoup parmi la cinquantaine d'exposantes se montrent initialement réticentes à risquer être étiquetées « peintresses ». Pour autant, si elle reconnaît les difficultés pour les femmes françaises d'accéder à la vie publique, Marie Laurencin ne revendique pas de position féministe.

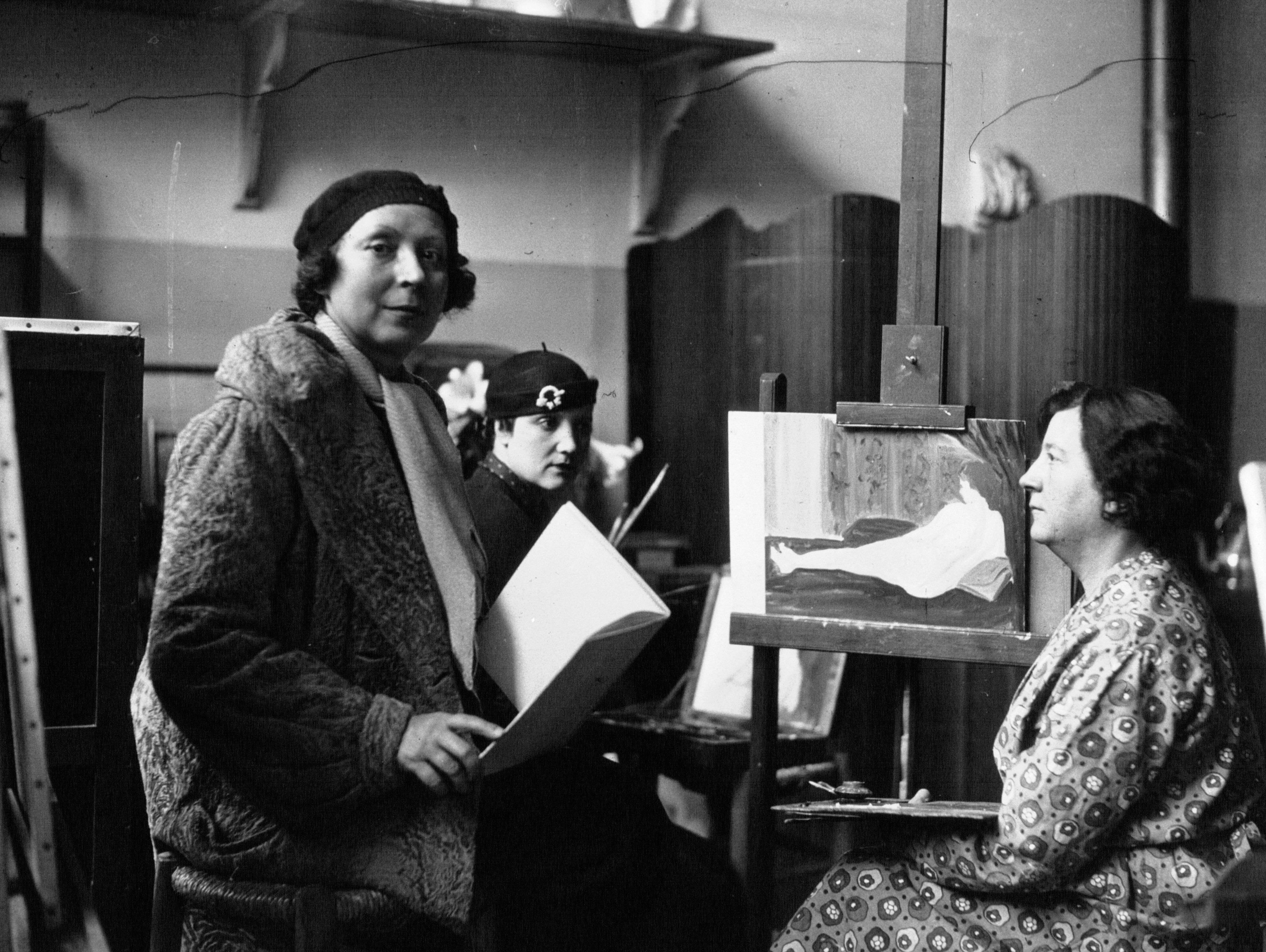
Marie Laurencin, « le mouton carnivore », à cinquante ans, en 1932.

Le magazine Vu l'élit parmi les trois Françaises les plus célèbres. Elle compose une œuvre originale pour servir de couverture au Vogue d'avril 1931 et illustre la production de la modiste Rose Descat. En 1932, elle s'associe à son professeur d'avant guerre, Jean Émile Laboureur, et à une cousine par alliance de Jeanne Bonaparte, Philippe de Villeneuve, pour enseigner dans une Académie d'Art de Chaillot, villa Malakoff. L'expérience dure trois ans.
En 1933, Alfred Flechtheim, son marchand en Allemagne, se voit confisquer ses biens et contraint de fuir le régime nazi.
Marie Laurencin n'estime pas beaucoup les gens d'argent, attitude qui n'est jamais loin d'un « anti-judaïsme chrétien et du social-antisémitisme » propre à la tradition de la grande bourgeoisie à laquelle elle s'est intégrée. Cependant, elle revendique en plein Front populaire son amour du luxe. Parmi les intellectuels, divisés par la question de la révolution soviétique puis l'invasion de l'Éthiopie et la guerre civile en Espagne, certains, par la voie d'Aragon, lui reprochent une vision artistique éloignée de tout engagement. Le suicide, sur fond de mise à l'index des surréalistes par l'URSS, de René Crevel, exclu du Parti communiste deux ans plus tôt, l'affecte profondément et l'incite au repli: « Esprit des poètes, habitez ma maison ! ».
Le 30 juillet 1935, elle reçoit la Légion d'honneur et deux ans plus tard, dans le cadre de l'Exposition universelle, seize de ses tableaux sont présentés comme une gloire nationale au Petit Palais parmi les Maîtres de l'art indépendant.
L'altération de sa santé, peut être liée à un régime alimentaire très irrégulier ou aux séquelles de son opération, l'oblige à faire une cure à Bagnoles-de-l'Orne où elle séjournera au Grand Hôtel. Renouant une brève aventure de 1925, elle entretient une liaison secrète avec Georges Denis, l'ex secrétaire général de L'Intransigeant, journal qui publia encore antérieurement des critiques signées Apollinaire. Ce fondateur de la rubrique sportive, sous le nom de Match, divorce en 1938 de l'actrice Alice Delysia, semble-t-il au cours de sa liaison avec Marie Laurencin.
En décembre 1938, quoique touchée par l'invitation, elle refuse de se rendre à la réception du ministre des affaires étrangères Ribbentrop en visite à Paris, pour ne pas cautionner les persécutions des nazis contre les juifs. En mai 1940, anticipant l'Exode des Parisiens, elle se retrouve sur la côte atlantique aux Moutiers, chez les filles de la Charité. À la demande du maire de Pornic, elle peint sur des croix le nom des combattants britanniques ayant défendu Saint-Nazaire dont les corps ont été rejetés par l'océan. En juin, c'est au tour de son marchand en France, Paul Rosenberg, de fuir la menace des nazis. Début septembre, elle choisit de rentrer à Paris par patriotisme.

#### Patriotisme et antisémitisme (septembre 1941- mai 1942)
Après la défaite, le couple Laurencin-Groult reprend son activité mondaine. Personnellement, si Marie Laurencin se montre ouverte à certains intellectuels allemands, elle tient en détestation l'impérialisme d'Hitler.
Marie Laurencin retrouve sous l'uniforme de l'occupant d'anciennes relations allemandes : Arno Breker accompagné de sa femme Mimina, Franz Wolff Metternich, Karl Epting. Elle assiste en la compagnie de ce dernier à des soirées musicales à l'Institut Goethe. Il lui présente son assistant, le lieutenant Gerhard Heller, un ancien étudiant parisien devenu professeur de philosophie à l'université de Heidelberg avec qui elle dîne plusieurs fois, et qui organise, en octobre 1941, pour promouvoir l'amitié franco-allemande, les « voyages à Berlin » de ses collègues masculins et de ses amis écrivains. Elle dessine la couverture du premier numéro de la nouvelle série de Lectures 40. Cette revue est éditée par Denoël, maison qui est soutenue par Gerhard Heller et qui a publié les discours de Hitler.
Elle se montre à La Tour d'argent, chez Larue, chez Lapérouse, au Grand Véfour. Comme la plupart de ceux qui, parmi les gens des Beaux Arts, ne sont pas persécutés pour leur origine ou pour un engagement communiste ou anti fasciste, elle illustre, non pas une approbation de l'élimination prônée par Je suis partout, dont elle fréquente toutefois le directeur, Robert Brasillach, mais le consentement passif à la politique culturelle pro allemande mise en œuvre par l'ambassadeur Otto Abetz. Ce dernier, marié à une Française et opposé tant à l'extrémisme de sa tutelle qu'à celui des conseillers français de la censure militaire allemande, veille, dans un temps de pénurie, à faire travailler les artistes « aryens ».
Alors que le régime de Vichy élabore ses lois raciales, elle exprime en privé, tout en condamnant clairement les persécutions nazies, un antisémitisme banalisé parmi les conservateurs de cette époque. À ceux qu'il lui arrive d'appeler « youpins » ou « sales juifs », elle reproche « cet écœurement que nous devons subir de la part de ces gens qui ne savent pas ce qu'ils veulent, depuis la Bible ! » et, par un certain esprit du christianisme de l'époque qui accuse le Sanhédrin d'avoir livré Jésus, que si « les aryens savent reconnaître leurs torts, les juifs jamais ». Dans la ligne de la propagande pétainiste, elle reproche aux Groult leur soutien aux bombardements anglais si meurtriers du 3 mars 1942.

#### Demi teintes d'un régime déliquescent (juin 1942-décembre 1943)
Le 7 juin 1942, sortant de chez Maxim's où le Tout-Paris l'avait vue, sept mois plus tôt recevoir le salut ostensible d'Albert Speer, elle est bouleversée de voir porter l'étoile jaune. C'est l'année où elle publie sous le titre Le Carnet des nuits un récit tantôt surréaliste, tantôt très direct de ses souvenirs de jeunesse où elle se décrit comme un « mouton carnivore », un monstre d'apparence angélique. Elle confectionne des colis pour Max Jacob, qui survit dans son abbaye de Saint-Benoît-sur-Loire, et lui adresse une correspondance chaleureuse.
Au milieu d'un défilé de personnalités, Jean Paulhan (qui recrute clandestinement pour Les Éditions de Minuit des écrivains résistants) et Paul Éluard (revenu du maquis) lui font faire leur portrait. Εlle répond tout aussi amicalement à Marcel Arland qu'à Robert Desnos en donnant des illustrations aussi bien à la revue d'art Comœdia, qu'au quotidien maréchaliste Aujourd'hui. Elle choisit comme modèles des candidates dans le besoin sinon dans la clandestinité et les surpaye.
Le 27 mai 1943, ses œuvres, acquises par l’État, échappent à l'autodafé durant lequel sont détruites de nombreuses toiles d'artistes cubistes et surréalistes considérés comme « dégénérés », comme Miró, Valadon, Klee, ou encore Picasso. Le 19 juillet, ses tableaux spoliés sont rassemblés dans la « salle des martyrs » du Jeu de Paume par l'E.R.R. avec les autres œuvres d'art moderne devant servir par l'intermédiaire de la Suisse de valeurs d'échange dans l'acquisition de collections classiques ou impressionnistes.
Jean Cocteau, catégorisé « indésirable » par le régime, sollicite de nouveau ses talents de décoratrice pour les premiers ballets de Roland Petit. Le 13 novembre, elle reçoit chez elle Ernst Jünger, venu en grand uniforme et avec qui elle a déjà déjeuné deux fois, et obtient d'exposer en décembre aux Leicester galleries à Londres.

#### Expulsion, Libération et arrestation (1944)
Quand son vieil ami Max Jacob est interné à Drancy, le 28 février 1944, Marie Laurencin signe une pétition en sa faveur et intervient personnellement auprès de l'ambassade d'Allemagne. Cependant, quand son appartement de la rue Savorgnan-de-Brazza, trop spacieux pour deux personnes, est réquisitionné, en vertu de la circulaire du 10 mai 1943, au profit de la famille d'un boucher enrichi par le marché noir, elle n'ose plus entreprendre aucune démarche. Hébergée par le librettiste Etienne de Beaumont et son épouse dans un pavillon de l'Hôtel de Masseran, elle ne réintégrera son appartement qu'au terme d'un procès remporté le 19 mars 1955. Du 7 au 30 mars 1944, elle expose à la galerie Sagot.
Le 1er août, vingt-huit de ses chefs-d'œuvre sélectionnés par Hermann Göring au Jeu de Paume sont chargés avec quantité d'autres dans un train en partance pour Nikolsburg. Grâce à l'alerte lancée par Rose Valland, ils sont récupérés le 27 in extremis en gare d'Aulnay-sous-Bois avec la collection de Paul Rosenberg par le lieutenant Alexandre Rosenberg.
À la Libération, le 8 septembre 1944, elle est arrêtée chez elle dans le cadre d'une procédure civique d'épuration. Le soir même, elle est internée dans le camp de Drancy, là où six mois plus tôt son ami Max Jacob est mort. Elle retrouve Betty, l'épouse de Ramon Fernandez, qui a été tondue. Le 17 septembre, au terme d'une audition, aucune charge n'est retenue et les deux femmes sont libérées sans qu'aucun document, hormis la mise sous écrous et leur levée, ne soit conservé. Le soir même, c'est Marguerite Duras qui l'accueille. Traumatisée sous des apparences intactes, elle taira l'épisode.
Dès les semaines suivantes, son nom est associé par le Mouvement national des prisonniers de guerre et déportés à l'organisation d'une semaine de spectacles donnés par plusieurs théâtres dont la recette servira à l'édition d'un guide à destination des déportés et des soldats libérés et de leurs veuves. Elle fournira un hors texte pour le programme du 31 décembre à l'opéra de Paris.

### Retraite discrète et pieuse (1945-1956)
« [..] me sentant de plus en plus faire partie du vent, du ciel, de l'herbe. J'évite encore la poussière mais elle viendra. »

— Lettre au docteur Arnaud Tzank, collectionneur rencontré en 1912 sur la Côte d'Azur.

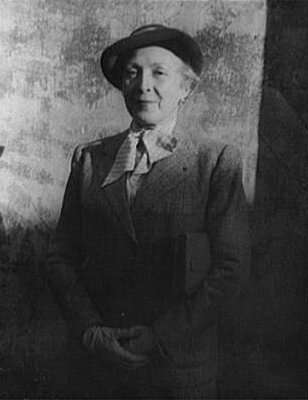
Marie Laurencin photographiée par Carl van Vechten en 1949.

En 1945, Le Figaro, où François Mauriac est rédacteur en chef, lui confie la couverture de son magazine de mode. En 1947, elle fait une retraite à Meudon auprès des bénédictines du Temple et l'année suivante au Moutiers chez les Sœurs de Saint Vincent de Paul, qui l'avaient accueillie à l'été 1940.
Marie Laurencin illustre pour Philippe de Rothschild l'étiquette du Château Mouton Rothschild 1948. Au soir de sa vie, sa vue faiblit et l'intérêt pour sa peinture, malgré quelques expositions et les visites de journalistes étrangers, est détourné par de nouveaux mouvements artistiques. Sa production n'est plus vue que comme des pastiches d'elle-même. Pour autant, dans son atelier loué 15 rue Vaneau, le seul qu'elle aura eu pour elle, elle ne cesse de sublimer par son chromatisme abouti un certain éternel féminin rêvé, et de produire plusieurs chefs-d'œuvre tardifs.
Au printemps 1951, elle reçoit la visite de Marguerite Yourcenar accompagnée de sa compagne, Grace Frick, en marge d'une tournée promotionnelle. En 1952, elle accomplit deux nouvelles retraites, à l'abbaye de Saint-Benoît-sur-Loire sur les traces de Max Jacob puis à l'abbaye de Limon, chez les mêmes bénédictines nouvellement installées à Vauhallan. Ce séjour est marqué par la rencontre avec mère Geneviève Gallois, qui peint.
Au printemps 1953, elle est émue aux larmes, comme Rose Adler, par la justesse du récit qu'Henri-Pierre Roché donne de sa jeunesse intemporelle dans le roman Jules et Jim qu'il lui adresse : « nous sommes devenus vieux, les sentiments demeurent ».
Le 2 juin 1954, sur la suggestion de Marcel Jouhandeau, elle adopte la fille d'une ancienne femme de ménage qu'elle a prise en charge depuis 1925, et qui continue à quarante-neuf ans de l'assister avec dévouement en tant que gouvernante. Par testament, elle lègue ses biens à celle qui est désormais Suzanne Moreau-Laurencin et désigne pour ayant droit la Fondation des orphelins d'Auteuil, et, pour légataire universel, Micheline Sinclair, l'héritière en France de son marchand Paul Rosenberg.
Dans la nuit du 8 juin 1956, à l'âge de 72 ans, Marie Laurencin meurt chez elle, rue Savorgnan-de-Brazza, dans le 7e arrondissement, d'un arrêt cardiaque. Selon ses volontés, ses funérailles sont célébrées à l'église Saint-Pierre-du-Gros-Caillou au son du Dies iræ que lui chantait sa mère. Elle est inhumée au Père-Lachaise (88e division) dans une robe blanche, une rose dans une main, et, posées sur son cœur, les lettres d’amour de Guillaume Apollinaire dont la dépouille l'attend à quelques pas de là (86e division), depuis trente-sept ans et demi.

« L'automne est morte souviens-t'en
Nous ne nous verrons plus sur terre
Odeur du temps brin de bruyère
Et souviens-toi que je t'attends. »

— Adieu écrit par Guillaume Apollinaire au moment de leur rupture en 1912.

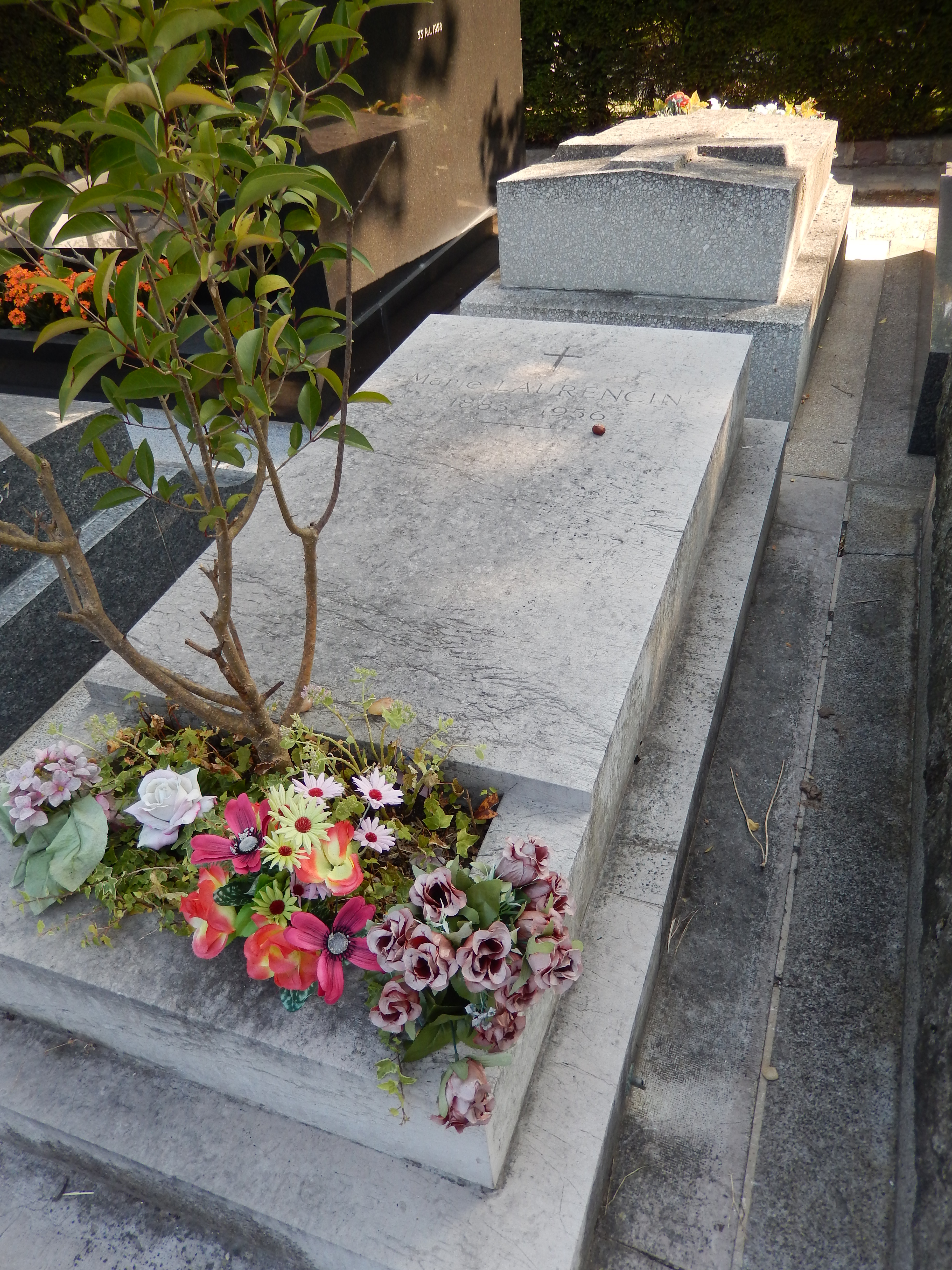
Tombe de Marie Laurencin, Paris, cimetière du Père-Lachaise (division 88).

À la suite de Marcel Jouhandeau,, Jean Paulhan lui rend hommage en publiant dans la NRF un de ses textes plein de mystère et en éditant un extrait de sa correspondance. En 1979, après le décès de Suzanne Moreau-Laurencin, ses manuscrits et archives personnelles sont mis en dépôt par le commissaire-priseur à la Bibliothèque Jacques Doucet dont elle était sociétaire dès avant guerre. La collection est acquise aux enchères l'année suivante par l'industriel Masahiro Takano, puis rassemblée en 1983 au Musée Marie-Laurencin de Tokyo. Elle acquiert ainsi une notoriété posthume particulière auprès des Japonais, sensibles au mélange de la modernité avec une tradition de légèreté évanescente.

## Œuvre écrit
(liste non exhaustive)
- Petit bestiaire, in La Nouvelle Revue française no 118, p. 13-17, Gallimard, Paris, juillet 1923,  (ISBN 978-2-07-103143-5)

Neuf poèmes d'avant guerre et deux lithographies de l'auteur
réed. François Bernouard, Paris, 1926,
réed. in Carnets des nuits infra,
réed. in M. Jouhandeau, Petit Bestiaire, NRF, Paris, 1944, 72 p.
- La Maison, in NRF no 312, p. 512, Paris, septembre 1939.
- Le Carnet des nuits, Nouvelle revue de la Belgique, Bruxelles, 1942, 58 p., réed. Pierre Caillier, Genève, 1956, 98 p.
- Hors texte, in Vercors, F.Mauriac, G. Duhamel, Paul Valéry, P. La Tour du Pin, G.Arnoux, M. Brianchon, R. Gid, M. Luka, ill. A. Dignimont, La Soirée de l'absent, Mouvement national des prisonniers de guerre et déportés, Paris, 31 décembre 1944, In-8, 36 p. (programme d'un gala de bienfaisance à l'opéra de Paris dans le cadre d'une semaine de spectacles donnés par plusieurs théâtres au profit des prisonniers libérés et veuves de guerre).
- Poème, in J. Arp, M. Laurencin, J. Lurçat, L. Survage, ill. F. Picabia, A. Gleizes, Roses pour Rose, PAB, Alès, février 1951, 15 p., 24 ex.
- Préface, in R. Delset, Le Soir des fleurs, Pierre Seghers, Paris, 1953.
- Correspondance, inédit (quelques lettres publiées dans diverses revues).

Marie Laurencin a, en outre, laissé à l'état de brouillon le livret d'un « opéra en dessins », Un loup à la maison, et celui d'une « cantate ballet » qui date de 1922 et dont Francis Poulenc abandonnera la composition musicale pour se consacrer aux Biches.

## Œuvre peint

### Aquarelles
- Les Jeunes filles, aquarelle sur papier 38 × 32,4 cm, [s.d.].

C'est l'œuvre qui a rendu célèbre Marie Laurencin en 1911. Sur des lavis rosés, elle représente un jeune danseur en costume jaune portant un chapeau pointu noir sur lequel s'enlace une ballerine à la ceinture bleue. Derrière le couple, une autre ballerine, plus grande, en maillot rose et tutu blanc. Les trois sujets regardent de leurs yeux noirs le peintre et écoutent ses instructions quant à leur poses.
- Les deux amies sur la terrasse, aquarelle sur papier 35,6 × 44,5 cm, [s.d.].

C'est la suite de la précédente.
- Les Petites filles, album in-16 de dix-neuf aquarelles, Galerie Paul Rosenberg, Paris, 1923, 250 ex.
- Les Biches, Orangerie, Paris, 1923.
- Jeunes filles au bouquet, papier 44 × 35 cm, collection privée, France, 1936.
- Les Fêtes de la danse, Cabinet des estampes, 1937,

commande d’État.
- Catalogue Rose Descat, série 24 × 32 cm, collect. privée, 1938.
- Jeune fille à la chevelure fleurie, 36,5 × 27 cm, collection privée, France, [s.d.] (vendue 18 409 € le 18 juillet 2012 à Monaco).

### Compositions à l'huile
Marie Laurencin a laissé plus de mille huit cents huiles, portraits compris, soit, sur une cinquantaine d'années, une moyenne de près de trois par mois, dont les suivantes.

#### Premiers tableaux (1903-1913)
- Paysage, 26 × 40 cm.

Œuvre d'apprentissage montrant déjà un contraste en deux variations de ton, des verts et des ocres.
- Autoportrait, huile sur panneau 40 × 30 cm, Musée Marie Laurencin, Chiyoda 102-0094, Tokyo Prefecture, vers 1905.

Montre, outre le rendu du sentiment, la maîtrise d'un style académique qui sera délibérément abandonné.
- Autoportrait de l'artiste, huile sur toile, 68 × 47 cm, collect° privée, 1905.

Contemporain du précédent, montre une simplification des formes et des lignes illustrant une sorte de cubisme avant l'heure alors que l'artiste n'a pas encore rencontré Picasso.
- Fleurs dans un vase, collect° privée, 1906,

(exposé au Salon des indépendants 1907 à côté de Picasso).
- Portrait de la mère de l'artiste, 1906.
- Groupe d'artistes, Musée de Baltimore, 1907.

Y figure le couple Apollinaire et Laurencin entouré de celui de Picasso et Fernande, avec la chienne Fricka, thème animalier dansant traité à égalité avec les personnes qui se retrouvera tout au long de l'œuvre de l'artiste.
- Autoportrait, 1908.
- Diane à la chasse, 1908.
- Femme à la corbeille de fruits, 1908 ou 10.
- Pablo Picasso, huile sur bois 40 × 32 cm, Musée Marie Laurencin, Chiyoda 102-0094, Tokyo Prefecture vers 1908.
- Portrait de Max Jacob, huile sur bois, 26,5 × 21,5 cm, Musée des Beaux-Arts d'Orléans, Orléans, 1908.
- Apollinaire et ses amis (2e version) alias Une réunion à la campagne alias La noble compagnie alias Le rendez-vous des amis, huile sur toile 130 × 194 cm, Beaubourg, Paris, 1909.

Y figurent de gauche à droite Gertrude Stein, Fernande Olivier, une muse, Guillaume Apollinaire, la chienne Fricka, Pablo Picasso, Marguerite Gillot, Maurice Cremnitz et Marie Laurencin.
- Apollinaire au profil égyptien, huile sur toile 22 × 16,5 cm, Musée Marie Laurencin, Chiyoda 102-0094, Tokyo Prefecture vers 1909-1910.
- Les jeunes filles, 1909.

Première composition sur ce qui deviendra son thème de prédilection, les poses dansantes de jeunes femmes qui se frôlent en regardant le spectateur.
- Les deux sœurs, huile sur carton 53 × 65 cm, collect° privée, 1910.

Evocation du thème des Deux anglaises et le continent, c'est un achat précoce de Pierre Roché qu'il revend en 1930.
- Madame Fernande X et les jeunes filles

(exposé au Salon des indépendants 1911 parmi les cubistes).
- La Songeuse, 1910-1911.
- Tête de femme, 1912.
- La Maison meublée, 1912.
- Madame André Groult, née Nicole Poiret, huile sur toile 110 × 70 cm, Musée Marie Laurencin, Chiyoda 102-0094, Tokyo Prefecture vers 1913.
- Le Bal élégant ou La Danse à la campagne, ex collect° Guillaume Apollinaire, 1913.
- Les deux sœurs au violoncelle, huile sur toile, 117 × 89 cm, Musée Marie Laurencin, Chiyoda 102-0094, Tokyo Prefecture, 1913-1914.

#### Douze pièces d'exil espagnol (1914-1919)
- Les Deux espagnoles, huile sur toile 85 × 70 cm, Collect° privée (Galerie Paul Rosenberg), 1915.

Première leçon de Goya.
- Portraits (Marie Laurencin, Cecilia de Madrazo et le chien Coco), huile sur toile 33 × 46 cm, Tate, Londres, 1915.
- La Prisonnière, huile sur carton, 1915.
- L'Infante, huile sur toile, 1915.
- Femme au chien et au chat, huile sur toile 100 × 73 cm, Musée Marie Laurencin, Chiyoda 102-0094, Tokyo Prefecture, 1916.
- Le Zèbre, danseur espagnol, Musée de Tel Aviv-Jaffa, 1917.
- La Femme cheval, 1917.
- Princesse P…, 1917.
- Les Femmes-bêtes, 1917 et 1918.
- Les Deux femmes en barque, 1918.
- La Danse, 1919.
- L’Éventail, huile sur toile 30,5 × 30 cm, Tate, Londres, vers 1919.
- Femme à la colombe, 1919.

Le thème de la colombe pour célébrer la fin de la guerre sera repris par Matisse et Picasso à la fin de la Seconde Guerre mondiale. Laurencin donne ici un manifeste féministe contre l'ordre guerrier masculin en le traitant par la représentation tendre du couple qu'elle forme avec Nicole Groult.

#### Tableaux sombres d'Allemagne (1920-1921)
- Symphonie, 1920.
- La Barque, 1920.
- Femmes dans la forêt.

Premier témoignage de l'influence indirecte du « fauviste-expressionniste » Auguste Mack.
- Anges.
- La Visite.
- La Liseuse.
- L'Avant scène.
- Les trois Grâces, 1921.
- Diane.
- Le peintre et son modèle.
- les Amazones.
- Jeune héroïne, huile sur bois 32,8 × 23,8 cm, collect° privée issue de Giraudoux, vers 1921.

#### Compositions des Années folles (1921-1930)
- Danseuses espagnoles, 150 × 95 cm, Collec. Guillaume, Orangerie, Paris, 1921.

Inaugure le nouveau style aux tons clairs et aux lignes ondoyantes, loin des couleurs sourdes et du géométrisme cubistes, qui fera la gloire de Marie Laurencin.
- Grande scène champêtre, 1923.

A été vu comme le premier tableau évoquant une orgie saphique.
- Le Lavandou, [s.d.].
- Les Biches, huile sur toile 73 × 92 cm, Collec. Guillaume, Orangerie, Paris, 1923.

Reprend l'aquarelle du même nom. Sert de modèle au rideau de scène de l'opérette, peint par un artiste russe.
- Ballet, 1924.
- Deux femmes à la guitare, 1924.
- Femmes au chien, huile sur toile 80 × 100 cm, Collec. Guillaume, Orangerie, Paris, 1924 ou 1925.
- La vie au château, huile sur toile 114 × 160 cm, Musée Marie Laurencin, Chiyoda 102-0094, Tokyo Prefecture, 1925.
- Jeune fille au chapeau, 1926.

Semblable au portrait contemporain de Cariathys.
- Les Comédiennes.
- Les Acrobates ou Femmes de cirque, 1927.
- Le Baiser, huile sur toile 79 × 63 cm, Musée Marie Laurencin, Nagano-Ken, vers 1927.
- Le Bateau ou la Promenade en barque, 1929.

D'inspiration matissienne, a été vu comme son dernier chef-d'œuvre avant une période qui aurait cesser d'être inventive.
- Femme à la rose, 1930.
- Judith, 1930, musée d'Arts de Nantes, Nantes.
- Femme à la mantille, vers 1930, musée d'art Roger-Quilliot, Clermont-Ferrand.
- Portrait de femme, vers 1930, musée d'art Roger-Quilliot, Clermont-Ferrand.

#### Œuvres de la maturité (1931-1939)
- Mère et enfant, huile sur toile 46 × 38 cm, [s.d.].
- La Répétition, Musée d'art moderne, Paris.
- Jeune femme au ruban bleu, huile sur toile 65,5 × 50,3 cm, galerie Nichido, Tokyo, 1932.
- Femme aux tulipes, huile sur toile 100,3 × 120 cm, collect° privée, 1936.
- Joueuse de banjo, huile sur toile 55 × 44 cm, collect° privée, 1938 (adjugé 60 000 € en 2008).
- Portrait de jeune femme, 1938.
- Femme au foulard, 1939.
- Danseuses, huile sur toile 65 × 81 cm, Musée d'art moderne, Paris, vers 1939.

#### Compositions de l'Occupation(1940-1944)
- Le Pont Mirabeau, 1940.
- Portrait d'une femme en rouge, 1941.
- Portrait de jeune femme blonde, vers 1940, 35 x 27 cm, Gray, musée Baron-Martin.
- Ballerines au repos, huile sur toile 92,2 × 73,1 cm, Ambassade du Brésil en Suisse, vers 1941.
- Jeune femme sur fond de draperie rose, huile sur toile, 65 × 54 cm, collect° privée, vers 1942 (adjugé 84 000 € en 2008).

Œuvre frôlant le pornographique, sans atteindre l'impudeur d'un Balthus, où une très jeune femme au regard lointain expose dans une pose figée sa poitrine et voile à peine son intimité, ne laissant pas d'interroger le rapport entre le modèle et son spectateur.
- Ultime autoportrait, 1944.

#### Derniers chefs-d'œuvre (1945-1956)
Soixante-dix ultimes toiles, y compris les portraits.
- Trois jeunes femmes, huile sur toile 91 × 131 cm, Musée Marie Laurencin, Chiyoda 102-0094, Tokyo Prefecture, vers 1953.
- Coin de chambre, inachevé.

### Portraits

#### Portraits du Paris des Années folles (1921-1930)
- Jean Cocteau, 1921.
- Portrait de la baronne Gourgaud à la mantille noire, Centre Pompidou, Paris, 1923.

C'est le portrait qui assoit Marie Laurencin comme peintre de la société.
- Anne-Françoise Mare, 1922.
- La baronne Gourgaud, au manteau rose, huile sur toile 100 × 73 cm, Centre Pompidou, Paris, 1923.
- Portrait de Mademoiselle Chanel, huile sur toile, 92 × 73 cm, Collec. Guillaume, Musée de l'Orangerie, Paris, 1923.

Refusé par la commanditaire et non payé, resté dans l'atelier de Marie Laurencin.
- Jeannot Salmon, 1923.
- Madame Paul Guillaume, huile sur toile 92 × 73 cm, Collec. Guillaume, Musée de l'Orangerie, Paris, 1924 ou 1928.
- L’Ambassadrice, huile sur toile 89 × 67 cm, Collection privée, Paris, 1925.
- Cariathys, huile sur toile 55 × 46 cm, collect° privée, États-Unis, 1926.
- Nancy Cunard
- Cécile de Rothschild
- Denise Bourdet
- Yvonne de Bremond d'Ars
- Suzy Solidor
- Madame Aitato, 1928.

#### Portraits de l'avant-guerre (1931-1939)
- Nicole Groult, 1931.
- Valentine Tessier, 1933.
- Helena Rubinstein, 1934.
- Françoise Fernet, 1934.
- Edward Wasserman, 1934.
- Albert Flament, 1934.
- Rose Adler (?), Femme à la robe verte, huile sur toile, 55 × 46 cm, vers 1934.
- Mme. Robert Tritton, 1935.
- Denise Neveu-Vedrune, 1935.
- André Gide
- William Somerset Maugham, 1936.
- Francine Bessy, 1936.
- Élisabeth Porquerol, 1936.
- Madame André Groult, 1937.
- Magde Garland, 1937.
- Marion Rad Barbee, 1937.
- Marcelle Dormoy, 1937.
- Solange Hautcœur, 1937.
- Marcelle Auclair, 1938.
- Mme. Charlie Delmas, 1938.
- Martin Fabiani, 1939.
- Francis Poulenc

#### Portraits sous l'Occupation (1940-1944)
- Suzanne Moreau en bleu, 1940.
- Jean Babilée
- René de Castex
- Suzanne Moreau
- Jean Paulhan
- Germaine Paulhan
- Luce de la Chapelle
- La générale Alvin
- Gisèle Polaillon
- Georgette Brouardel
- André Salmon
- Léon-Paul Fargue
- Michèle Verly
- Marie-Laure de Noailles
- Dominique Arland
- Janine Béraud
- Jacques de Lacretelle
- Anne de Lacretelle
- Emmanuel Boudot-Lamotte
- Madeleine Boudot-Lamotte
- Fanfan Berger
- Étienne de Beaumont
- Edith de Beaumont
- Marcel Herrand
- François Legrix
- Madame André Warnod
- Marie-Françoise Vaucquelin-Klincksieck

#### Portraits d'après guerre (1945-1955)
- Catherine Gide, 1946[réf. nécessaire].
- Anne Sinclair à quatre ans, 1952, collection Anne Sinclair[130].
- Dominique Aury, 1955[131].

## Œuvre dessiné
Le catalogue Laboureur, qui n'est pas exhaustif, compte cent six gravures et lithographies, dont certaines en plusieurs versions. Le catalogue Marchesseau, plus récent, porte ce nombre à deux cent quatre-vingt-quinze.

### Premières estampes (1903-1910)
- [s.n.], [s.d.], in P. Louÿs, Sanguines, E. Fasquelle, Paris, 1903.
- Chanson de Bilitis, 24 x 15 cm., eau-forte & aquatinte coul., in P. Louÿs, Les Chansons de Bilitis, 1906..
- Joueuses de flûte, aquat. coul., 1904, in P. Louÿs, Les Chansons de Bilitis, 1906.
- Salomé à l'ibis, aquat., 1905.
- 1830, aquat. n.&b., 1906.
- 1830, aquat. coul., 1906.
- Diane à la chasse, e.-f., 1907.
- Salomé au loup, e.-f., 1907.
- Salomé et sa mère, aquat. n.&b., 1907.
- Salomé et sa mère, aquat. coul., 1907.
- Constantinople, estampe, 1907.
- Le pont de Passy, estampe, 1908.* Automne, e, -f., 1908.
- Diane de Poitiers, e.-f., 1908.
- Femme aux animaux et au paysage exotique, e.-f., 1908.
- Sirène, e.-f., 1908.
- Jeune femme au grand chapeau, e.-f., 1910.
- Jeune femme tenant une fleur, bois, 1910, in Der Sturm - Halbmonatschrift, Berlin, avril 1913.
- Grande tête de femme, estampe, 1910.

### Estampes du temps de la célébrité (1911-1930)
- P. de Ronsard, Petit bréviaire d'amour, Figuière, Paris, 1912.
- La romance, 1912.
- Iphigénie ou les trois danseuses, 1913-1914.
- Tête de femme, estampe, Galerie Flechteim, Düsseldorf, 1921.
- Catherine, 1922.
- Jeunes filles au violoncelle, 1923.
- Les deux espagnoles, 1924.
- Île-de-France, 1925.
- La femme au singe, Chalcographie du Louvre, Paris, 1926-1927 (gravé par J. Villon).
- Portrait de femme et Dialogue de Clénarium et de Leoenade, dans Byblis, été 1931.

### Les illustrations de l'entre-deux-guerres (1919-1939)
- L. Faure-Favier, Ces choses qui seront vieilles (roman)., La Renaissance du livre, Paris, 1919, 254 p., ill. en noir.
- P. Valéry et al., dir. A. Mare et L. Sue, ill. Boussingault, A. Dunoyer de Segonzac, R. de La Fresnaye, J.-É. Laboureur, M. Laurencin, A. Mare et P. Véra, Architectures, Gallimard, Paris, 1921.
- A. Salmon, L'âge de l'humanité, NRF, Paris, 1921 (portrait de l'auteur).
- A. Gide, La Tentative amoureuse, NRF, Paris, 1921 (aquarelles gravées sur bois en couleurs par Jules Germain et L. Petitbarat).
- A. Gide, Les poésies d'André Walter, NRF, Paris, 1922 (un portrait de l'auteur).
- J. Cocteau, La rose de François, F. Bernouard, Paris, 1923.
- J. de Lacretelle, La Mort d'Hippolyte, N.R.F., Paris, 1923.
- F. Poulenc, trad. anglais et allemand J. Benoist-Méchin, Les biches - ballet avec chant en un acte - musique et texte d'après des chansons populaires françaises, Au Ménestrel-Heugel, Paris, 1924 (illustration de couverture).
- M. Jouhandeau,  Brigitte ou la Belle au bois dormant, Galerie Simon, Paris, 1925 (vignette de Derain).
- J.-R. Bloch, Dix filles dans un pré - ballet imaginaire, Au Sans-Pareil, Paris, 1926 (4 eaux-fortes).
- J. de Lacretelle, Lettres espagnoles, Société d'édition "Le livre", Paris, 1926 (11 eaux-fortes).
- M. Auclair, préf. V. Larbaud, Changer d'étoile, NRF, Paris, 1926 (portrait de l'auteur gravé sur bois par G. Aubert).
- P. Morand, ill. R. Grillon, Nœuds coulants, Lapina, Paris, 1928 (portrait de l'auteur gravé par Georges Gorvel).
- M.-J. L'Héritier de Villandon, L'Adroite princesse ou les Aventures de Finette - conte de fées[134], Madeleine et Pierre Trémois, Paris, 1928, 480 p., 5 lith.
- P. Léautaud, Lettres… 1902-1918, Éditions Mornay, Paris, 1929.
- D. Fellowes, Cats in the isle of Man, W. Heinemann, Londres, 1929.
- J. de Lacretelle, Pressentiments, Éd. des Quatre chemins, Paris, 1930.
- Dir. J.-L. Vaudoyer, D'Ariane à Zoé : alphabet galant et sentimental agrémenté de vers, de proses et de lithographies par vingt-six écrivains et autant d'artistes, Librairie de France, Paris, novembre 1930, 197 p. (une lithographie 18x12,5 cm).
- J. de Lacretelle, Luce ou L'enfance d'une courtisane, Madeleine Pierre Trémois, Paris, 1931.
- A. Flament, Mariana : pensées, remarques et reflexions., La Typographie éd., Paris, décembre 1932 (4 lithographies).
- H. de Montherlant, V.G.C. (Ventura Garcia Calderon), Excelsior, Paris, 1934.
- K. Mansfield, The Garden party and other stories, The Verona press, Londres, 1939.

### Les illustrations de l'Occupation (1940-1944)
- R. de Brimont, Les petites filles, Nouvelle revue de Belgique, Bruxelles, 1942 (8 dessins aux crayons de couleur et une aquarelle).
- P. Léautaud, Le Petit ami, Éditions de la Bête noire, Amsterdam, 1943 (portrait de l'auteur en frontispice).
- Avec H. David, Y. Brayer, J.Frélaut, D.Galanis, J. Boullaire, J. G. Daragnès, A. Dignimont, A. Jacquemin, R. Bonfils, A. Dunoyer de Segonzac, É. Goerg & H. de Waroquier, Sonnets d'Amour, Compagnie française des arts graphiques, Paris, 1943 (anthologie de poésie).
- J. Paulhan, Aytré qui perd l'habitude, Nouvelle revue de Belgique, Bruxelles, 1943 (portrait de l'auteur).
- M. Jouhandeau, Petit bestiaire, Gallimard, Paris, 1944 (8 eaux-fortes en couleurs).

### Les illustrations de l'après-guerre (1945-1953)
- L. Faure-Favier, Souvenirs sur Guillaume Apollinaire, Bernard Grasset, Paris, 1945 (portrait inédit, 10 photographies, 4 autographes, 2 dessins originaux).
- F. Mauriac, J. Giraudoux, L. P. Fargue, H. Mondor, Th. Maulnier, J. Paulhan, J. de Lacretelle, G. Marcel, P. Éluard, A. Beucler, P. Mac Orlan, J. Cassou, P. Bost, G. Pillement, G. Ribemont-Dessaignes & M. Jacob, Alternances, Le Gerbier, 1946, 134 pp., 300 ex. (une des seize eaux-fortes originales, les autres étant de J.-É. Laboureur, H. Matisse, E. Goerg, J. Cocteau, A. Lhôte, H. David, H. de Waroquier, J. Villon, V. Hugo, J. G. Daragnès, A. Dignimont, R. Lotiron, P. Dubreuil, R. Veilliard, J. Maret).
- Mme de La Fayette, La Princesse de Clèves, R. Laffont, Paris, 1947 (10 eaux-fortes).
- Sappho, trad. (fantaisiste) Edith de Beaumont, Poèmes (« passages les plus représentatifs »), Compagnie Française des Arts Graphiques, Paris, 1950 (23 eaux-fortes).
- Alain Borne, Op. 10, PAB, Alès, 1951.
- Man'Ha, Déclin, PAB, Alès, 1953.

### Les illustrations posthumes
- George-Day, Propos sur l'homme, Éd. du Dauphin, Paris, 1957 (portrait de l'auteur).
- P. Morand, Nouvelles du cœur, Gallimard, Paris, 1965.
- P. Verlaine, Fêtes galantes, Éd. L.C.L, Paris, 1971.

### Crayon
- Chat et souris (animal mythique), encre de Chine, 9 × 17 cm, [s.d.].
- Autoportrait avec deux chiens, 1931.

Aux Offices.
- Portrait de Philippe de Villeneuve, crayon sur papier avec colorations au crayon 30,48 × 22,86 cm, collect° privée, 1936.

Vendu 23 500 FRF en 1987 (le sujet de ce portrait, Philippe Isabelle de Villeneuve-Esclapon, est, contrairement à ce que son prénom de Philippe laisse supposer, une demoiselle).
- Rose Descat, crayon n.&b. et bleu et rouge sur papier 24 × 32 cm, collect° privée, 1948.
- Visage au filet, encre de Chine, [s.d.].

## Œuvre de décoratrice

### Intérieurs
- 1912 - La Maison cubiste au Salon des indépendants, en collaboration avec A. Mare, R. de La Frenaye, G. Desvallières, J. Villon, R. Duchamp-Villon (façade).

Marie Laurencin peint un vase porcelaine et donne quatre médaillons pour le salon de la maison.
- 1919 - Chez Charles Stern, sous la direction de L. Süe et A. Mare[135]
- 1925 - La Chambre de l’Ambassadrice, sous la direction d'André Groult, au salon des Arts décoratifs de l'Exposition internationale de Paris.
- 1927 - Restaurant Boulestin's à Covent Garden, sous la direction de Jean Émile Laboureur.

### Décors et costumes de scènes
- 1924 - Les Biches pour les Ballets russes de Serge de Diaghilev.
- 1925 - Les Roses d'Henri Sauguet pour Les Soirées de Paris d'Étienne de Beaumont au théâtre de la Cigale.
- 1928 - L’Éventail de Jeanne d'Henri Sauguet pour Les Soirées de Paris d'Étienne de Beaumont.
- 1928 - À quoi rêvent les jeunes filles ? d'Alfred de Musset à la Comédie-Française.
- À partir de là, costumes de Madeleine Renault à la Comédie-Française.
- 1941 - Un Jour d'été dansé par Jean Babilée à l'Opéra-comique.
- 1943 - En collaboration avec J. Cocteau et Ch. Bérard, Paul et Virginie de Roland Petit au théâtre des Champs-Élysées.
- 1944 - Orphée et Eurydice de Roland Petit à la salle Pleyel (costumes de J. Cocteau, musique de C. Franck).
- 1945 - Le Déjeuner sur l'herbe[136] pour les Ballets des Champs-Élysées de Roland Petit, 14 octobre.
- 1946 - La Belle au bois dormant pour les ballets de Monte-Carlo.
- 1951 - Dominique, Dominique de Roland Petit au théâtre des Champs-Élysées.

## Expositions

### Salons
- 1905, 1912, 1944, 1988, Salon d'automne, Paris.
- 1907 - Fleurs dans un vase, Salon des indépendants, Paris.
- 1909 - L'Automne et Réunion à la campagne, Salon des indépendants, Paris.
- 1910 - Salon des indépendants, Paris (deux tableaux).

- Salon Izdebsky (ru), Odessa, de décembre 1909 au juillet suivant.
- 1911 - Portrait de Madame Fernande X et Jeunes Filles, Salon des indépendants.

Dans une même salle consacrée au cubisme, avec Delaunay, Gleizes, Le Fauconnier, Léger, Metzinger. La presse se déchaîne contre ces révolutionnaires impies.
- 1912 - Salon des indépendants, Paris, du 20 mars au 16 mai.
- 1913 - Le Bel élégant, Salon des indépendants, Paris.

Fait le clou du salon.
- 1931-1938 - FAM, Paris, en janvier.

### Expositions temporaires
- 1910 : Société artistique et littéraire russe, octobre.
- 1911 : Société normande de peinture moderne, en automne.
- 1912 : exposition Robert Delaunay et Marie Laurencin, galerie Barbazanges, Paris, du 28 février au 13 mars (petit nombre de tableaux et aquarelles).
- 1912 : Les cubistes, galerie Dalmau, Barcelone, du 26 avril au 10 mai.
- 1912 : Sonderbund, Cologne, du 25 mai au 30 septembre (deux tableaux).
- 1912 : Exposition d'Art Moderne, Amsterdam.
- 1913 : Armory Show, New York, février-mars.
- 1916 : exposition collective chez Jove, no 5 rue de Penthièvre à Paris, atelier de la maison de couture de Germaine Bongard (1885-1971), qui est la sœur cadette de Nicole Groult, en janvier (Les Soirées de Paris y organiseront leur première exposition Survage et Lagut un an plus tard).
- 1921 : galerie Paul Rosenberg, Paris, 4 mars.
- 1925 : avec R. Sintenis, galerie Flechtheim, Berlin, du 22 mai au 19 juin.
- 1927 : avec Maurice Utrillo, Maurice de Vlaminck, André Derain et Henri Vergé-Sarrat, galerie du Portique, Paris, août 1927.
- 1930 : avec Renée Sintenis, Alexandra Exter et Martel Schwichtenberg, galerie Flechtheim, Berlin, en décembre.
- 1934 : Paris, galerie Jean Pascaud, avec Jacques Henri Lartigue, Paul Colin, Moïse Kisling, Marie Laurencin, Henri Lebasque, Marcel Roche du 14 au 29 novembre[137].
- 1934 : préf. William Somerset Maugham, Flower paintings by Marie Laurencin, Mayor Gallery, Londres, en décembre.
- 1943 : Leicester Galleries, Londres, en décembre.
- 1944 : galerie Sagot, du 7 au 30 mars.
- 1949 : préf. Jean Paulhan, Trente portraits d’amis, librairie Paul Morihien, Paris.
- 1962 : galerie 65, Cannes, du 21 avril au 21 mai.
- 1978 : Exposition Marie Laurencin, ministère des Affaires étrangères du Japon, Isetan (Tokyo), du 1er au 11 juillet.
- 1979 : Daniel Marchesseau, préf. Louis Dauge, Marie Laurencin, Yomiuri shinbun, exposition itinérante (Tokyo, Fukuoka, Nagoya, Sendai, Kyoto), du 6 septembre 1979 au 20 janvier 1980.
- 1983 : Six femmes peintres, Asahi Shimbun.
- 1984 : Marie Laurencin, Mainichi Shimbun.
- 1986 : Marie Laurencin, galerie Daniel Malingue, Paris, du 25 avril au 21 juin.
- 1989 : Douglas K.S. Hyland et Heather Mac Pherson, Marie Laurencin, artist and muse, Museum of art, Birmingham (Alabama), du 18 mars au 14 mai.
- 1989 : Monique Kuntz et al., Marie Laurencin 1883-1956, bibliothèque municipale Valery Larbaud, Vichy, du 30 mai au 14 juillet.
- 1989 : Douglas K.S. Hyland et Heather Mac Pherson, Marie Laurencin, artist and muse, Dixon gallery and gardens, Memphis (Tennessee), du 9 juillet au 20 août.
- 1993 : Daniel Marchesseau, Cent œuvres des collections du Musée Marie Laurencin au Japon, Fondation Pierre Gianadda, Martigny, du 27 novembre au 6 mars.
- 2003 : Marie Laurencin : a retrospective, Tokyo Metropolitan Art Museum pour Kyodo News, Tokyo.
- 2013 : Daniel Marchesseau, Marie Laurencin, musée Marmottan Monet, Paris, du 21 février au 21 juillet - avec une momographie parue Editions Hazan, Paris.
- 2023 : Marie Laurencin : Sapphic Paris, Barnes Foundation, Philadelphia.

### Collections publiques
- Le musée de l'Orangerie de Paris présente en permanence au sein de la collection Walter-Guillaume plusieurs de ses toiles.
- Le musée d'art Roger-Quilliot de Clermont-Ferrand.
- Le musée Marie-Laurencin, dont le siège est à Tokyo, a été construit et ouvert par Masahiro Takano, industriel japonais, en 1985. Sous la direction de son fils, Hirohisa Takano-Yoshizawa, il rassemble aujourd'hui plus d'une centaine de toiles, de très nombreux dessins et aquarelles, complétés par la totalité de ses livres illustrés et de son œuvre gravé (300 numéros). Le musée a fermé en 2011 à la suite d'un changement de gestionnaire, les œuvres du musée restent en leur possession[138].
- Tate Gallery à Londres.
- Le Birmingham Museum and Art Gallery regroupe aux un ensemble très significatif de ses peintures à Birmingham (Alabama) (États-Unis).

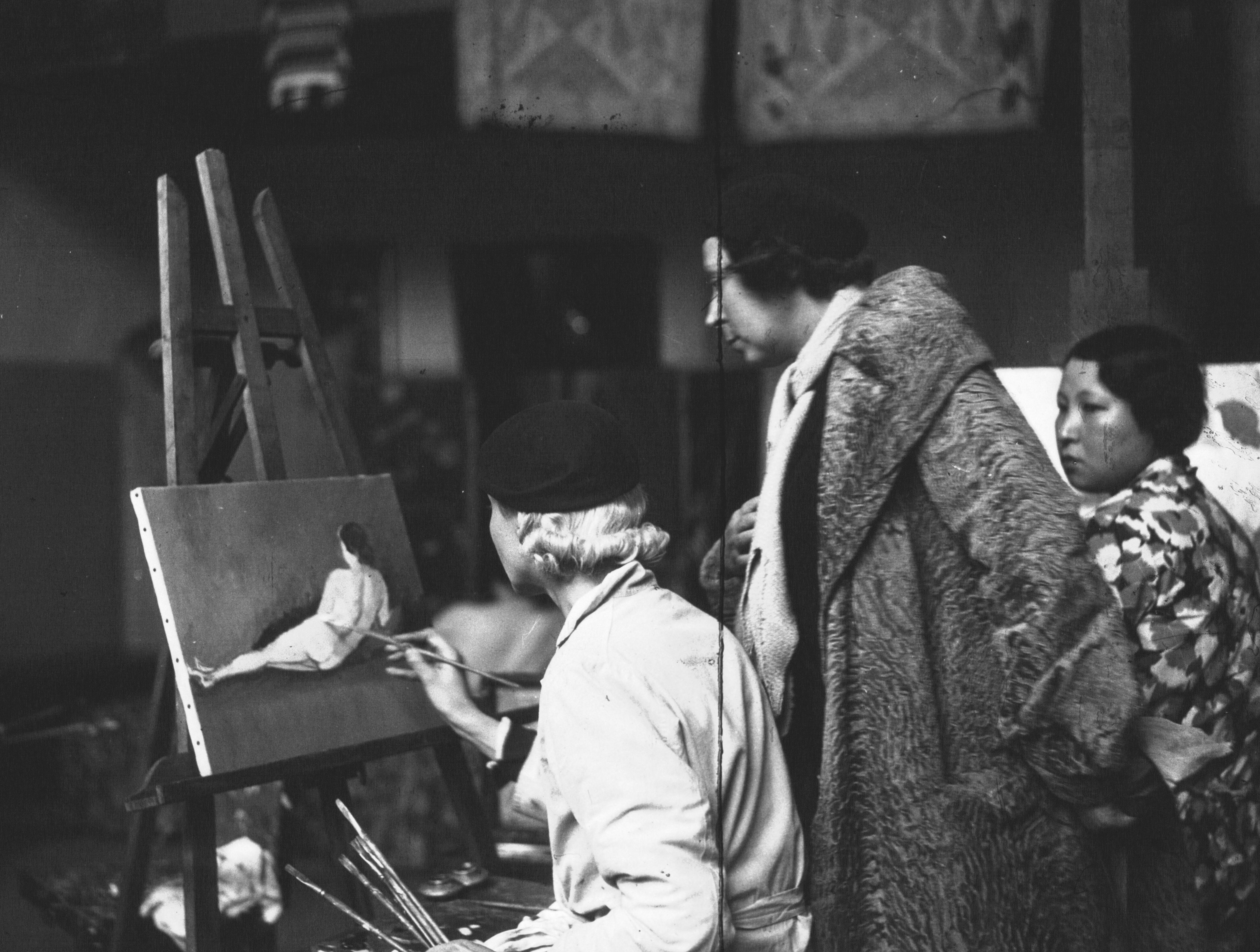
Marie Laurencin avec quelques-unes de ses élèves en 1932.

## Élèves
- Lucia Joyce, illustrateur, élève de Marie Laurencin à l'Académie d'Art du 16e[139], située à Chaillot, villa Malakoff. La fille de James Joyce avait été à la fin des années vingt le modèle laurencinien d'adolescente idéale.
- François Jacquemin, peintre initié à l'âge de treize ans à la même académie du 16e[140], passé en 1938 à l'Académie de la Grande Chaumière sous la férule d'Édouard Georges Mac-Avoy[140], résistant du réseau Turma-Vengeance[141], installé à La Ruche en 1945[142], sociétaire du Salon d'automne en 1948, auteur en particulier d'une série sur l'Univers concentrationnaire, toiles évoquant son passage à Buchenwald[143] et Mauthausen[144].

## Réception critique
« Devant le chevalet, elle se cherche elle-même. »

— Note aussi succincte que complète et définitive de Pierre Roché en 1903 sur le caractère introspectif plutôt que narcissique par lequel Marie Laurencin inscrit l'acte créatif dans une démarche proprement surréaliste d'interrogation de son inconscient.

« Elle a fait de la peinture au féminin un art majeur. On ne trouve pas de mots pour bien définir la grâce toute française de Mademoiselle Marie Laurencin, sa personnalité vibre d’allégresse[réf. nécessaire]. »

— Publicité faite par Apollinaire à ses contemporains phallocrates.

« Ah! Les Fauves… Mais cette Marie Laurencin, c'est une fauvette! »

— Auguste Rodin cité de mémoire par André Salmon.

« Au moins, en voilà une qui n'est pas qu'une fauvette ! »

— Henri Matisse.

« La fantaisie de Mlle Marie Laurencin n'appartient à personne ; elle ne vient point de Munich qui accueilit les rêves de Téhéran. »

— André Salmon réfutant une influence de la miniature persane où se voit également le dessin linéaire vivement coloré de tout un bestiaire entourant des princesses.

« Son art danse comme Salomé entre celui de Picasso, nouveau Jean-Baptiste qui lave les Arts dans le baptême de la lumière, et celui de Rousseau, Hérode sentimental (…) »

— Apollinaire dans un chapitre de sa présentation du cubisme consacré à « Mlle. Laurencin ».

« Laurencin n'a plus de talent. »

— Provocation de Picasso fin 1914, qui, pas plus que la critique française, ne pardonnera pas à Marie Laurencin d'avoir quitté Apollinaire pour un Allemand.

« Un joli mouton nourri de brouiilard. »

— Paul Morand ironisant dans les Ephémérides du 13 mai 1920 sur la chevelure, la séduction du peintre et le flou de sa peinture.

« La Perrette et le pot au lait du cubisme (…) [qui] a construit toute son œuvre sur un blanc, un bleu, un rose (…) l'une des plus jolies bêtes du jardin d'acclimatation dont Jean Cocteau aura été le manager. »

— Jacques-Emile Blanche signifiant que Marie Laurencin ne devrait son succès qu'à la publicité d'Apollinaire et Cocteau.

« Nous avons perdu la guerre, mais nous avons gagné Marie (…) »

— Critique, en français, du journal allemand Der Sammler illustrant le bien meilleur accueil dont a bénéficié Marie Laurencin outre-Rhin.

« C'est Rosalba au temps de Citroën. »

— Critique de 1924, montrant autant d'estime que d'incompréhension, sur l'emploi de la couleur par la portraitiste.

« Et qu'on le veuille ou non, un tableau, par exemple, a ses marges de toile et ses marges sociales, et vos petites filles modèles, Marie Laurencin, sont nées dans un monde où le canon tonne (…) »

— Louis Aragon au cours d'une conférence intitulée John Heartfield ou la beauté révolutionnaire donnée durant les années trente.

« chefs-d'œuvre de l'art français (…) quelques beaux Matisse, — des Van Dongen et des Marie Laurencin, pas trop désagréables comme œuvres de troisième zone. »

— Michel Leiris en 1937, alors qu'il est amant de Marcel Jouhandeau, lui-même intime de Marie Laurencin.

« (…) sa peinture chlorotique, sortie du Journal des Dames et des Demoiselles. »

— Jean-Paul Crespelle, historien des artistes de Montparnasse, en 1967.

« (…) Marie Laurencin, petite bourgeoise sans envergure et peintre d'une attristante banalité (…) »

— Pierre Cabanne, critique de France Culture, en 1979.

« (…) dès la fin des années 20, Symphonie (…) présente l'inconvénient d'une formule déjà « classique » dont Marie, hélas, se bornera jusqu'à la fin de sa vie à reprendre les données. »

— Reproche quasi unanime d'une critique avide de se nourrir de renouvellements qui fait l'impasse sur la répétition.

« Leurs regards énigmatiques créent une distance entre elles et nous. La profondeur se trouve devant le tableau et non plus évoquée artificiellement par la force de la composition et le jeu de la perspective. »

— À propos des sujets « atmosféériques » peints par Marie Laurencin, Bertrand Meyer-Stabley, analysant la modernité du peintre, livre la clef de l'effet de fascination de son style et explicite l'interrogation de la position de spectateur qu'est sa peinture.

## Célébration

### Élégies d'Apollinaire

#### InLe Bestiaire ou Cortège d'Orphée
- La Colombe

#### InAlcools
- dédidace autographe Mon alambic, 1913,
- Crépuscule, 1907,
- Zone,
- Lul de Faltenin,
- Cor de chasse,
- Marie, été 1912,
- Le Pont Mirabeau, automne 1912,
- Le Voyage, automne 1913.

#### InLe Poète assassiné, 1916
- tout ce qui se rapporte à Tristouse Ballerinette.

#### InLe Médaillon retrouvé
- La Grâce exilée,
- La Boucle retrouvée,
- Les Grenadines repentantes,
- Les Feux du bivouac,
- Le Refus de la colombe,
- Toujours.

### Sculptures
- H. Haller, Marie Laurencin, 1921.

Tête.

### Sujet de littérature
- Pseud. Jean Roc, Don Juan et…, La Sirène, Paris, 1921.

Le personnage d' Ophélie.
- R. Allard, ill. M. Laurencin, Marie Laurencin, NRF, Paris, 1921.
- R. Allard, A. Breton, F. Carco, L. Codet, F. Fleuret, M. Jacob et V. Larbaud, J.-V. Pellerin, A. Salmon, ill. M. Laurencin, L’Éventail de Marie Laurencin, NRF, Paris, 1922.

Petites poèmes évocateurs en hommage à la figure artistique de Marie Laurencin.
- J. Giraudoux, Siegfried et le Limousin, Grasset, Paris, 1922.

Le personnage de Geneviève Prat.
- J. Giraudoux, Le Déjeuner de Solignac, Grasset, Paris, 1932.

Le personnage de Jeanne Armandeau.
- P. Morand, East India and Company, A. & C. Boni, New York, 1927.

Reprend l'épisode de la cour faite par Gabriele D'Annunzio à Marie Laurencin en 1924.
- M. Jouhandeau, ill. M. Laurencin, Marie Laurencin, Aux Quatre chemins, Paris, 1928.
- A. Flament, ill. M. Laurencin, Mariana : pensées, remarques et reflexions., La Typographie éd., Paris, décembre 1932.

Evocation à travers la correspondance.
- B. Groult, Les trois-quarts du temps, Grasset, Paris, 1983  (ISBN 2246288517).

Récit, entre autres, à peine romancé de la liaison de Marie Laurencin avec la mère de l'auteur, Nicole Groult.

### Sujet pictographique
- P. Picasso, une des Demoiselles d'Avignon[160], 1907.

Le peintre s'est amusé à imaginer dans un bordel de son enfance Marie Laurencin et Fernande Olivier chaperonnées par la grand-mère de Max Jacob. En réalité, son projet est né avant sa rencontre avec celle qu'il présentera à Guillaume Apollinaire mais on reconnaît en effet un grand nez et de grands yeux en amandes, qui ont été dessinés après cette rencontre.
- K. van Dongen, Marie Laurencin.

Marie Laurencin en rondeur dans une robe à bretelles très décolletée vert portant un collier à très grosses perles noires.
- J. É. Laboureur, Portrait de Marie Laurencin, 1914.

Gravure sur bois 25 × 21,8 cm Marie Laurencin en veste masculine et cheveux courts peint à côté de son chat un couple de danseuses enlacées.
- F. Picabia, Marie Laurencin, 1917

Portrait en ventilateur, parce qu'il lui trouvait beaucoup de fraicheur.
- M. Ernst, Adieu mon beau pays de Marie Laurencin, MoMA, 1919.

Portrait en métronome monté sur un char, pour évoquer le refus d'un visa pour la France, pays d'équilibre et de guerre, que Marie Laurencin ne réussit pas à lui obtenir.
- M. Kisling, Marie Laurencin, 1920.

Huile.

### Sujet photographique
- P. Picasso, Portrait de Marie Laurencin dans l'atelier du 11 boulevard de Clichy, musée Picasso, automne 1911.

Support verre 12 × 9 cm, où Marie Laurencin pose devant un chevalet portant un tableau cubiste à moitié terminé.
- Man Ray, Marie Laurencin, Beaubourg, ca. 1923.

Portrait argentique 20 × 14 cm en buste assise de trois quarts dans une corsage fleuri.
- Man Ray, Marie Laurencin, ca. 1924.

Portrait argentique 28,5 × 22,6 cm en buste assise de trois quarts posant comme un personnage de ses tableaux.
- Man Ray, Marie Laurencin, Musée d'Israël, ca. 1924.

Argentique 28,3 × 22,7 cm, suite du précédent, en pied assise de trois quarts posant comme un personnage de ses tableaux.
- Man Ray, Marie Laurencin, Beaubourg, ca. 1925.

Portrait argentique 6 × 8,5 cm à demi allongée de travers sur une conversation.
- C. Beaton, Marie Laurencin, 1929.

Portrait argentique en buste accoudé, tête de profil.
- A. Kertész, Marie Laurencin, 1930.

Portrait argentique, pose accoudée à son harmonium.

### Personnage cinématographique
- Incarnée par Louise Monot, in La bande à Picasso de Fernando Colomo, 2012.

### Chanson
La chanson à succès de 1975 L'Été indien, coécrite par Pierre Delanoë et Claude Lemesle (sur une musique de Ward, Pallavicini, Losito et Toto Cutugno), et interprétée par Joe Dassin, s'adresse à une femme qui « ressemblait à une aquarelle de Marie Laurencin », contribuant ainsi à rendre plus connu ce nom auprès du grand public.

### Patronage
Plusieurs lycées, collèges et groupes scolaires portent son nom en France, ainsi que, depuis 1987, une voie piétonne du XIIe arrondissement de Paris.
De mars 2012 à mars 2015, la Poste a édité dans sa collection Portraits de femmes dans la peinture un timbre représentant un détail de la Femme au turban qui se trouve au palais des beaux-arts de Lille.
Un cratère vénusien, Laurencin, est ainsi nommé en son honneur.